# 日経ラジオ社
株式会社日経ラジオ社（にっけいラジオしゃ 英：NIKKEI RADIO BROADCASTING CORPORATION 略称 NRBC）は、日本全国を放送対象地域とする短波放送事業を行っている特定地上基幹放送事業者。愛称は「ラジオNIKKEI」（ラジオにっけい）。

## 概要
広範囲に電波が届く短波の特性を生かし、民間地上基幹放送事業者として唯一、全国放送を実施しており、複数の周波数（第1放送・第2放送のそれぞれ、3MHz帯、6MHz帯および9MHz帯）を割り当てられている。武力攻撃事態等における国民の保護のための措置に関する法律（国民保護法）の指定機関でもある。
世界で唯一の商業用短波放送専門局である。新聞や雑誌の記事広告に相当する、時間枠買い切りによる番組広告が多いことで知られる。
設立時の商号は「株式会社日本短波放送」（にほんたんぱほうそう、Nihon Short-Wave Broadcasting Co.Ltd. 略称 NSB）。1978年11月23日から「ラジオたんぱ」の愛称を採用し長く定着していたが、2003年10月1日に現商号へ変更し、2004年4月1日に愛称も現在の「ラジオNIKKEI」へ変更した。
株式相場・投資・競馬・医療に関する番組を編成の主軸に据え、従来からの短波放送のほか、インターネット・携帯電話などで展開。特にインターネットを利用した番組配信には、難聴取対策にも繋がることから他局に先駆けて取り組み、幅広く展開している。ラジオ放送をパソコンでも同時に聴取することができる「ライブストリーミング」（短波放送の同時再送信）や、人気番組の「ポッドキャスティング」のいずれも、日本国内のラジオ局では最初にサービスを開始している。
携帯電話・PHS向けにも全キャリアで公式サイトを設けての番組配信を実施している。2010年3月15日からは、一部を除く全番組をインターネット配信している（ライブストリーミング）。2010年12月1日から本格運用を開始したインターネットラジオ「radiko」にも配信。その後は人気アーティストの過去のヒット曲を放送する音楽番組を始めるなど、現在では新たな聴取者層掘り起こしにも力を入れている。
開局初期は中波放送局に先駆けて、プロ野球のナイター中継を手掛け、1970 - 80年代のBCLブーム全盛期は夜間や週末を中心にBCL、アマチュア無線、教育、バラエティ、ワイド ニュースなどの番組を編成するなど意欲的な面があり、現在の中波民放局同様に終夜放送を行っていた時期があったが、2000年以後は内容が大幅に縮小され、放送開始が7時台で終了が21時から23時台（一日に14 - 16時間）と総放送時間は非常に少ない。→ #過去の編成参照。
現社名に変更後、『聴く日経』のように日本経済新聞社のコンテンツを活かした番組も登場し、各メディアでフル活用している他、日経グループの音声コンテンツ作成なども数多く手掛ける。前述の主要分野では自社で記者陣、取材網を擁し、同じグループのテレビ東京ホールディングスとの直接的な関係は薄い。ただし、テレビ東京主催の一部イベントに当社も関わっていたり、テレ東BIZ向け配信コンテンツの供給事業者に名を連ねていたりはしている。日本経済新聞社や日経BPと同様に、テレビCMもテレビ東京系列局のみ供給する。
過去にはビー・エス・コミュニケーションズ（BSC → BSラジオNIKKEI）、デジタルたんぱといった衛星放送用のチャンネルも編成したが、いずれも衛星放送を映像（テレビ）中心の物にするという理由から後に廃止された。
放送の聴取形態が短波ラジオからパソコン、スマートフォン、AIスピーカーで「radiko」による聴取へ移行した状況から、経営の安定と効率化を理由として、2018年10月から通常放送の周波数を最大7波から6MHz帯（49mバンド）を中心とした4波に削減された。

## 事業所・関連会社
所在地
本社：東京都港区虎ノ門1丁目2番8号  虎ノ門琴平タワー内
関西支社（2022年6月27日まで大阪支社）：大阪府大阪市中央区大手前1丁目1番7号 日経大阪大手前別館（テレビ大阪2代目本社）内
関連会社
過去に存在した関連会社
株式会社エヌエスビー通信社 - たんぱプランニングと業務内容が重複・競合することなどから2005年3月末で解散。主な業務は「たんぱプランニング」が継承している。ストック・ボイスという名称の、ラジオたんぱの市況番組の一部流用と独自編成を組み合わせ、専用受信機を使った投資家向けの音声放送を東証取引時間帯に行っていたことがある（同様のものに時事通信社証券ボイス）。
株式会社たんぱプランニング（2003年4月 - 2009年3月）
株式会社ビー・エス・コミュニケーションズ（日経ラジオ社の持分法適用会社） - 「BSラジオNIKKEI」の放送終了に伴い、2006年3月31日に会社清算された。

### オフィス所在地について

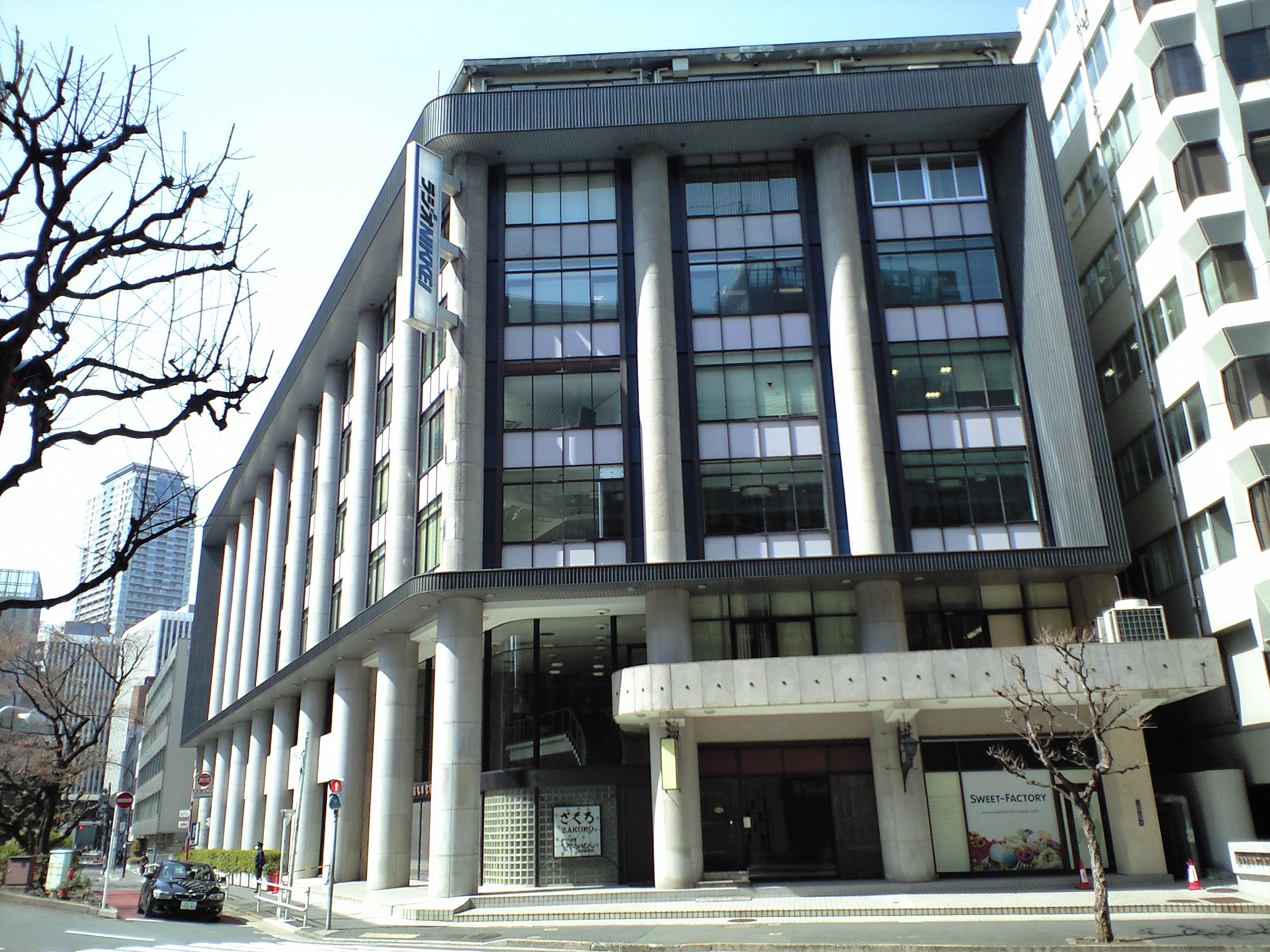
かつての日本自転車会館1号館

関西支社（旧：大阪支社）は、元来は大阪市中央区（旧：東区）高麗橋の大阪朝日生命館にあったが、日経グループのメディア再編に併せて、日経大阪本社に隣接するテレビ大阪（TVO）西館（大手前センタービル）へ移された。2024年5月13日に老朽化で解体された日経大阪本社跡地に建設された日経大阪大手前別館（TVO2代目本社）内に移転した。
草創期から本社を置いていた日本自転車会館（1号館、当時の本社はその6階及び7階、東京都港区赤坂一丁目9番15号）が地域一帯の再開発で取り壊されることになり、2013年10月期の一般向け印刷媒体四半期タイムテーブル上で、同年12月24日から虎ノ門琴平タワーで業務を開始することが発表され、2013年12月16日に公式ウェブサイトで正式発表された。
新スタジオ及びマスターの運用開始は1週間後の12月31日からで、それまでは従来の旧本社（2013年12月23日まで）からの放送であり、旧本社最終番組は12月30日 22:30 - 24:00に生放送された「さようなら日本自転車会館スペシャル」（司会：中野雷太・山本直）、新社屋最初は12月31日 7:00 - 7:10の「社長あいさつ」である。
かつては名古屋証券会館（愛知県名古屋市中区栄三丁目3番17号）の5階にも名古屋支局が設置されていたが、ビル再開発により閉鎖された。

## 周波数・空中線電力
2018年10月より、6MHz帯（49mバンド）と一部時間帯で3.9MHz帯（75mバンド）の併用（第2放送は2020年7月より放送延長時のみ運用）に変更された。9MHz帯（31mバンド）は大規模災害の発生時などの緊急放送で使用するとしている。
| 系統 | コール サイン | 周波数 （MHz） | 空中線 電力 （kW） | 運用時間 | 送信所 | 備考                                                                       |
| ---- | ------------- | -------------- | ------------------ | --- | ------ | -------------------------------------------------------------------------- |
| 第1  | JOZ           | 3.925          | 50                 | 非常時のみ運用 | 長柄   | 1961年9月に10kWから50kWに増力                                              |
| 第1  | JOZ2          | 6.055          | 50                 | 月 - 木曜 7:15 - 24:00 奇数週金曜 7:15 - 23:30 偶数週金曜 7:15 - 翌土曜 0:30（金曜 24:30） 土曜 8:45 - 18:30 日曜 8:45 - 19:30                                             | 長柄   | 1961年9月に10kWから50kWに増力                                              |
| 第1  | JOZ3          | 9.595          | 50                 | 非常時のみ運用 | 長柄   | 1961年9月に10kWから50kWに増力                                              |
| 第1  | JOZ4          | 3.925          | 10                 | 月 - 木曜 7:15 - 8:00・17:00 - 24:00 奇数週金曜 7:15 - 8:00・17:00 - 23:30 偶数週金曜 7:15 - 8:00・17:00 - 翌土曜 0:30（金曜 24:30） 土曜 17:00 - 18:30 日曜 17:00 - 19:30 | 根室   | 首都圏難聴の補完対策                                                       |
| 第2  | JOZ5          | 3.945          | 10                 | 非常時・および臨時での放送延長時のみ運用 | 長柄   |                                                                            |
| 第2  | JOZ6          | 6.115          | 50                 | 平日 8:00 - 19:00 土・日曜 9:00 - 17:00 | 長柄   | 1981年9月に10kWから50kWに増力 国際放送への影響回避のため19時以降運用できず |
| 第2  | JOZ7          | 9.760          | 50                 | 非常時のみ運用 | 長柄   | 1981年9月に10kWから50kWに増力 国際放送への影響回避のため17時以降運用できず |

JOZ3・JOZ7が事実上の休止となったのは、表にもある通り3波運用時に於いて国際放送への影響を避ける目的により、17時以降電波を出せなかったためで、メインとしたJOZ6も同様の理由から夜間の放送が出来ない。その為平日夜間、第2放送は聴き辛い地域がある。この場合はradikoなどのネットラジオサービスを利用することになる。
新体制移行初日となった2018年10月1日は、前日夜から同日未明に関東を通過した台風第24号の影響でアンテナトラブルが発生し、6MHz帯が聴き辛い恐れがあるとして、早速第1放送のみであるが非常運用体制が発動され、3.9MHz帯と9MHz帯でも終日電波が発射された。

## 送信所

### 運用中
長柄送信所 - 第1放送（JOZ4を除く）・第2放送
- 置局住所：千葉県長生郡長柄町山之郷31番地[9]
- 送信柱：加藤電気工業所 鉄塔高さ48m/38m/（25m×3）
- 空中線：加藤電気工業所 反射器付支線式折り返し水平ダイポールアンテナ×6面（北／西2方向の指向性送信）、無指向性コニカルモノポールアンテナ（英語版）×1面（予備）、無指向性垂直ダイポールアンテナ×1面（予備）
- 現用送信機
  - 50kW短波送信機：HFB-7847（NEC 1979 - 1981年製）×5基 - 2002年大規模改修済
  - 10kW短波送信機：HFB-7840D（NEC 1991年製）×1基
- 予備送信機：HFB-7840D（NEC 1990年製：10kW）×1基 - JOZn（3.925MHzは本局なのでサフィックスなし）
- STL送受信装置：NEC製、出力5W×2系統
- 送信局舎：鉄筋コンクリート 875m2
- 非常用電源：ディーゼル発電機 625kVA（三菱重工業）
- 備考：1969年2月27日 戸田送信所より移設開局

根室送信所 - 第1放送（JOZ4）
- 置局住所：北海道根室市東和田261番地[10]
- 空中線：支線式折り返し水平ダイポールアンテナ×2
- 送信機：HFB-7840C（NEC 1989年製）10kW×1基
- 送信局舎：鉄筋コンクリート
- 備考：1996年10月17日 札幌送信所より移設開局

### 廃局
戸田送信所（戸田橋仮送信所）
- 1954年8月27日開局、1969年2月27日廃局

札幌送信所 - 第1放送（JOZ4）
- 日本電信電話公社烈々布無線送信所の一部を貸借、運用・保守も委託
- 1961年8月26日開局、1996年3月31日廃局

## スタジオ
本社スタジオ（赤坂・自転車会館旧スタジオ）
第1スタジオ（ニュースルーム）-『投資家コミュニティ トレーダーズユナイテッド!』、『夕焼けマーケッツ』、『信用取引トレジャークラブ』、『深野康彦のマネーマガジン』など平日生番組や、『聴く日経』など録音番組
第2スタジオ - 社内で一番大きく、グランドピアノが配されている。『和島英樹のウィークエンド株』など録音番組、『Radio Mukaiya Ustream 同時放送!』の生番組の他、同社が主催する講座の教室としても使用される
第3スタジオ - デジタル収録対応。『マーケット・トレンド』の生放送や録音番組など
第4スタジオ - デジタル収録対応。録音番組や、同局制作のポッドキャスト独自番組（『西川里美は日経1年生!』）など
第5スタジオ - 録音番組など
第6スタジオ - ワンマン収録用スタジオ。『競馬が好きだ!』生番組でも使用
第7スタジオ - 録音番組など
第0スタジオ - 公開放送用スタジオ。同社主催の講座用教室としても使用
以上は、2013年に日本自転車会館が赤坂一丁目市街地再開発事業に伴い取り壊されたため現存しない。
関西支社スタジオ
一部番組の収録や、『中央競馬実況中継』が、馬インフルエンザの影響で中止（2007年8月18・19日）された際の、第2放送向け代替生番組の送出などで使用されている。
サテライトスタジオ（公開放送スタジオ）
レビスタ東京（東京都中央区日本橋茅場町・リテラクレア証券内） - 2001年4月1日開設。
『ファイナンシャル・サテライト』を放送。
日本経済新聞社本社サテライトスタジオ

## 資本構成
企業・団体の名称、個人の肩書は当時のもの。出典：

### 2016年3月31日
| 資本金 | 発行済株式総数 | 株主数 |
| ------ | -------------- | ------ |
| 2億円  | 400,000株      | 153    |

| 株主               | 株式数   | 比率   |
| ------------------ | -------- | ------ |
| 日本経済新聞社     | 49,800株 | 12.45% |
| テレビ東京         | 36,000株 | 09.00% |
| 日本経済社         | 26,440株 | 06.61% |
| テレビ大阪         | 21,850株 | 05.46% |
| 東京証券取引所     | 20,000株 | 05.00% |
| 東京証券会館       | 20,000株 | 05.00% |
| 三井住友銀行       | 11,000株 | 02.75% |
| 旺文社             | 10,700株 | 02.67% |
| みずほ銀行         | 10,200株 | 02.55% |
| 日本取引所グループ | 10,000株 | 02.50% |

## 沿革

### 1950年代

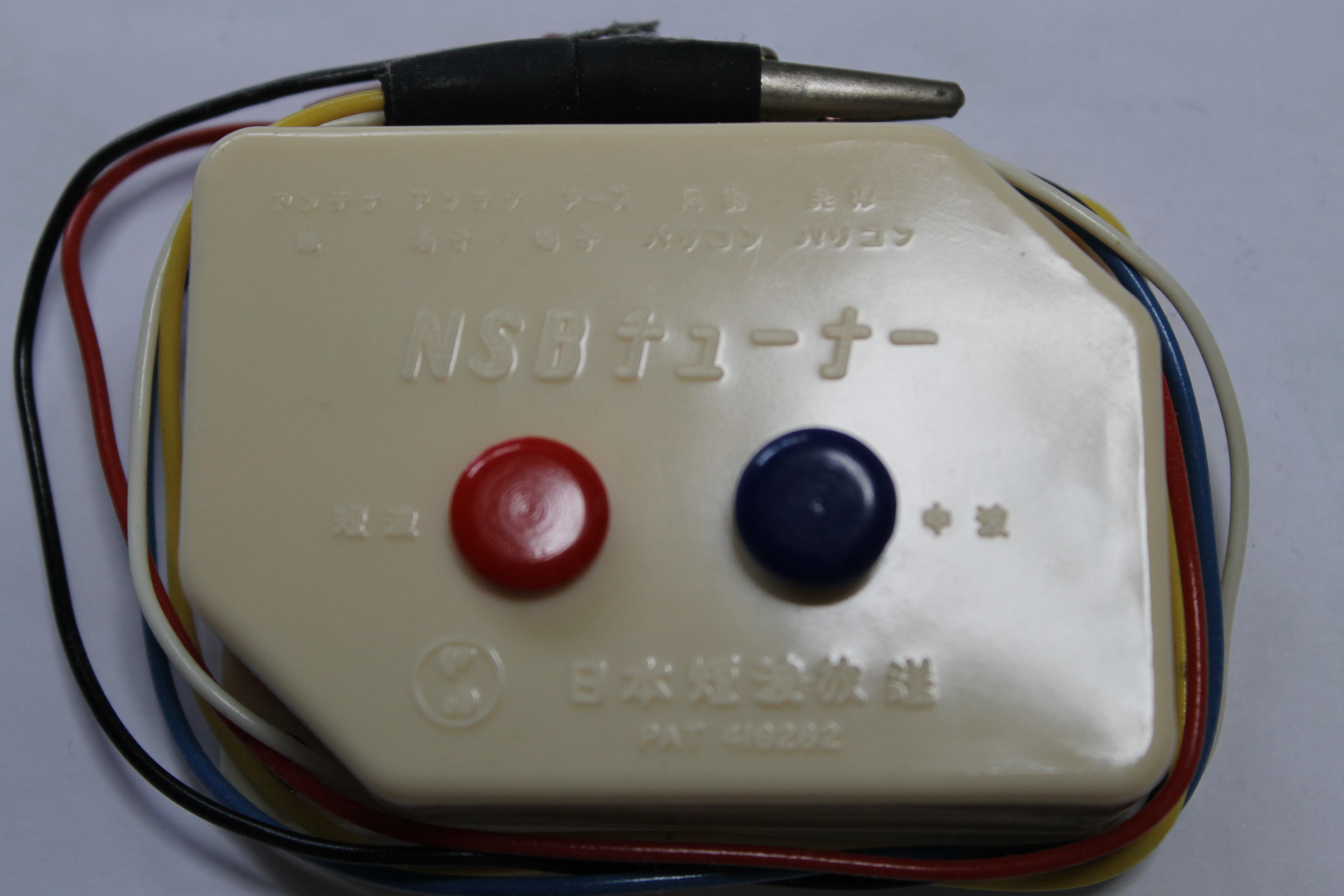
NSB開局初期1955年（昭和30年）ごろのものと思われるNSBチューナー。当時の社章と「日本短波放送」の文字が入っている。

1954年
4月14日 - 実験局免許取得（昭和29年郵政省告示第748号〈6月3日公布〉）。3.925Mc（JJ2KY）と6.095Mc（JJ2KZ）の2波。ともに500W。
7月1日 - 株式会社日本短波放送（英文略称・NSB）。
8月27日 - 3.925Mc（JOZ）と6.055Mc（JOZ2）の2波で開局し、午前6時半から放送を開始する。株式市況もこの日より放送開始。
11月20日 - 『医学講座』放送開始。
1955年
6月15日 - 9.595Mc（JOZ3）追加。
1956年
5月5日 - 日本初の連日『プロ野球ナイトゲーム中継』放送開始（ - 1961年まで）。
当時から中波放送局にもプロ野球中継番組は存在したが、現在のような連日放送ではなかった。このため、日本短波放送のナイトゲーム中継を受信しようと野球ファンは短波放送受信機を自作したり、中波ラジオに受信周波数帯域を短波に変換する装置「NSBチューナー（NSBコイルとも）」を接続したりして番組を受信した。その後本格的な短波受信機や、短波受信機用の受信強化用外付け回路「NSBクリスター（NSBクリスタルとも）」が発売された。
10月27日 - 『中央競馬実況中継』放送開始。
1958年
6月1日 - 『慶應義塾の時間』放送開始。
1959年
2月1日 - 東映・旺文社・東京タイムズ等と共に日本教育テレビを開局。

### 1960年代
1960年
10月3日 - 『世界経済ダイヤル』放送開始。
1961年
8月26日 - 札幌局放送開始。3.945Mc（JOZ4）。
1963年
9月2日 - 「第2プログラム」を開始。3.945Mc（JOZ5）と7.230Mc（JOZ6）。これまでのJOZ-JOZ4は「第1プログラム」と呼称。
1968年
1月21日 - 第2プログラムに9.760Mc（JOZ7）追加。
1969年
10月15日 - 株式会社日短アドセンター設立。

### 1970年代
1971年
12月1日 - JOZ4を3.925Mcに変更。
1974年
7月1日 - JOZ6を6.115MHzに変更。
1976年
12月2日 - これまでの「第1プログラム」「第2プログラム」の呼称を「第1放送」「第2放送」に変更
1978年
11月23日 - 愛称を「ラジオたんぱ」とする。
1979年
7月11日 - 株式会社日短アドセンターが株式会社ラジオたんぱサービスと商号変更。

### 1980年代
1986年
6月25日 - 株式会社ラジオたんぱ証券研究所設立。

### 1990年代
1995年
10月17日 - 札幌局（JOZ4）を根室に移設。
1996年
3月25日 - ラジオたんぱホームページ開設。
8月27日 - パーフェクTV!を通じた超短波放送「デジタルたんぱ501」及び「デジタルたんぱ502」（以下「デジタルたんぱ」と総称）を開始。
1998年
12月14日 - BSデジタル放送参入を目的に、株式会社BSJラジオ設立。
1999年
6月 - 第1放送のライブストリーミング（パソコン向け同時再送信）を開始。
10月1日  - 株式会社ラジオたんぱサービスが株式会社ラジオたんぱ証券研究所を合併。

### 2000年代
2000年
4月1日  - 株式会社日本短波放送が株式会社ラジオたんぱサービスを合併。
12月1日 - BSデジタル放送「BSC」（のち「BSラジオNIKKEI」）放送開始。
2002年
4月 - 第2放送 平日の定時放送を原則として休止とする。第1放送も毎週土・日曜日は21時で放送終了とする縮小処置を取る
2003年
4月1日- 株式会社たんぱプランニング設立
10月1日 - 株式会社日経ラジオ社に商号を変更。
2004年
3月31日 - 「デジタルたんぱ」放送終了。
4月1日 - 愛称を「ラジオNIKKEI」に変更。
2006年
3月31日 - 「BSラジオNIKKEI」の放送を終了。
4月3日 - 第2放送で平日の定時放送を再開。
10月24日 - 第2回日本放送文化大賞（日本民間放送連盟 制定）ラジオ部門でグランプリを受賞（『イ・ヒア ショパンの調べ』）。
2009年
4月1日 - 東京証券取引所 アローズ内メディアブースのスタジオを閉鎖。開局以来継続してきた東証からの取引時間中生放送は、本社スタジオからの放送に全面切り替えとなった。

### 2010年代
2010年
3月15日 - 他の在京ラジオ6局と共同でインターネットを利用したサイマル放送「radiko」を試験的に開始、12月1日の運営会社「株式会社radiko」設立とともに本格運用を開始。
2011年
3月15日 - ラジオ福島の東日本大震災に関する情報番組を3月末日まで一部時間帯に同時放送を行う。
3月24日 - 東京電力の計画停電などの電力不足の影響を考慮して、省エネ・節電の対策として4月30日まで第2放送の平日の放送を休止しているが、引き続き休止期間を5月31日まで延長すると発表した。中央競馬中継を行うため週末は放送。
4月 - 4月の改編より、第1放送の平日の放送時間を24:00までに延長。琉球放送（RBCiラジオ）より民謡で今日拝なびらのネットを開始（4月4日〜）。
5月26日 - 省エネ・節電のため、5月31日までとしていた平日の第2放送休止期間を9月末まで延長すると発表した。
10月1日 - 第1放送の土曜・日曜の21時以後の放送を再開。全曜日24時まで放送となる。平日の第2放送の放送休止を年内まで延長すると発表。
2012年
1月4日 - 第2放送、平日の放送を再開。
4月2日 - radikoでのサイマル配信を全都道府県に拡大。
6月30日 - この日をもって、自社でのライブストリーミング配信を終了。7月以降は「radiko」に一本化。
7月27日 - 正午より、「radiko」にて第2放送の配信を開始。
2013年
7月1日 - 第2放送の平日の編成を刷新し、一部時間帯を除き基本ノンDJのワンフォーマット型番組「RN2（Radio Nikkei2=ラジオNIKKEI第2プログラムの略）」として構成。6月24日よりプレ編成を実施し、同日より平日の放送時間を23時まで延長。
12月24日 - 本店を東京都港区赤坂一丁目9番15号から虎ノ門琴平タワーの16階及び17階に移転。
12月31日 - 新本社でのスタジオ・マスター設備運用開始。新本社での初生放送番組は2014年1月4日のマーケットプレス新春スペシャル。
2014年
4月1日 - radikoプレミアムでも配信が開始（radikoの配信システムの都合によるもので、既に全国区のため会員登録は不要）。
6月2日 - 開局60周年記念に制作した公式キャラクター「ラニィ」を発表。
11月3日 - 開局60周年記念特別番組「この一瞬を未来へ! つなぐラジオ伝説」放送。
2018年
6月29日 - 同10月1日より第1・2放送とも短波放送の送信体系を基本6MHz帯を中心とする編成体制に変更すると発表した。
10月1日 - 予告通り短波放送の運用体制を見直したものの、前日から関東を通過した台風第24号の影響でこの日に限り第1放送のみ非常運用体制が発動された。
2019年
4月1日 - 番組改編。主に20時以降の夜間帯の大刷新を行う。第2放送の平日の放送時間を21:30までに短縮し、ワンフォーマット形式の音楽番組の名称を前述の「ラニィー」から由来する『RaNi Music♪』（ラニィー・ミュージック）と改める。第1放送月曜 - 木曜20・21時台に放送されていたメディカルワイド枠を「感染症TODAY」を除き月・火・木曜23時台に移動する。「気象NEWS全国版」開始により定時天気予報が復活。

### 2020年代
2020年
1月1日 - 番組改編で第1放送の土・日曜日、第2放送は全日の放送時間を縮小。
7月1日 - 番組改編で第1放送の土・日曜日、第2放送は平日の放送時間を1月1日より更に縮小。第2放送のJOZ5の常時運用が休止される。
2022年
6月28日 - 組織改変により、大阪支社の名称を関西支社へ変更。

## 主な編成体系
2002年4月に、BSC（のちBSラジオNIKKEI）による衛星ラジオ放送の実施に伴い2006年3月まで、東日本大震災に伴う省エネ・節電対策として急遽2011年4月 - 12月まで（当初は4月末までの予定が、5月末 → 9月末 → 12月末と3度にわたり期間延長）平日の第2放送を休止。
第1放送は土・日曜日の放送を2011年9月頃までは21時台で打ち切るなどの編成を行った。
2011年秋改編から第1放送は24:00終了となり、2012年1月から第1放送は7:00開始に統一された。
日付を跨いだ編成を行っていた時期があるが現在は毎月第2・4金曜を除き、その日に放送を終了している。パソコンやスマートフォンで聴けるradikoでの配信が始まってからは、人気アーティストの過去のヒット曲を放送する音楽番組も登場するなど、新たな聴取者獲得に力を入れている。
2019年4月に20時以降の番組を刷新。月曜〜木曜の20時〜21時台に80分枠だったメディカルワイドを月・火・木曜の23時台に50分枠に整理、第2放送で22時〜23時台に放送していた番組は第1放送に移行した。
2020年1月からは放送時間を土・日曜の放送を2011年秋改編以来、大幅に縮小。第1放送は午前8時40分から開始、土曜日は時期により19時から20時まで、日曜日は通年で19時まで（その後、土曜日は時期により18時半から19時半に縮小。日曜日は19時半まで延長）の終了を基本として、それ以後は日本馬が出走する海外の競馬中継他特番を行う時だけに限定するようになった。第2放送も競馬中継に特化した内容に整理、土・日とも9時から17時までの放送に縮小した。
海外競馬中継が実施される場合は通常の定時放送終了後から実況放送が開始されるまでの間は、その穴埋めとして競馬に関連した特集など別番組を挟むことが多いが、発走時間帯が日本時間で早朝となるサウジカップデー実況を行った2024年2月24日付の放送は通常の定時放送終了の18:30で停波。その後、翌25日に変わってから1:00前に放送再開アナウンスを流した上で、1:00から3:15頃（当初の予定は3:00）まで実況中継を行った。翌2025年2月22日付も同様に18:40で停波。その後、翌23日に代わってから1:00前に放送再開アナウンスを流した上で、1:00から3:00まで実況中継を行った。
2024年より、7月下旬から8月にかけてJRAが暑熱対策の一環として「競走時間帯の拡大」を行っているため、当該週の土・日は一部レギュラー番組の休止および放送開始時刻の繰り上げ・終了時刻の繰り下げが発生する（2024年は第1放送のみ）。

## 第1放送

### 放送時間
2025年4月から
- 月 - 木曜日 7:15 - 24:00
- 金曜日 7:15 - 23:30
  - 毎月第2・第4金曜のみ、24:30（翌土曜 0:30）終了。
- 土曜日 8:45 - 18:30
  - サプリメントアドバイザー養成講座がある時（概ね年度上半期の4 - 10月）は19:00、または19:30まで放送したこともある。
- 日曜日 8:45 - 19:30
  - 2024年より、7月下旬から8月前半（2024年は8月4日、2025年は8月17日まで）の土日は、新潟競馬場で開催の中央競馬が暑熱対策で昼前後の時間帯のレース休止による発走時間の繰り下げ措置を採る為、中央競馬中継の放送時間拡大（2024年は18時45分、2025年は18時40分まで）を実施し、この期間は放送終了が繰り下げられる（2024年は20時45分、2025年は21時）[26]。
- 毎日全時間帯 6MHz帯で放送。3MHz帯は8:00 - 17:00休止。

### 主な番組
証券取引所が休場となる祝日は、株式市況関連番組も休止となる。
以下の番組はフィラー扱いとして随時放送される。
- J-Music Time
- RaNi Music♪シリーズ
- おすすめラニィちゃん
- ミュージックアプリ

#### 平日
| 時 | 分            | 月曜日 | 火曜日 | 水曜日 | 木曜日 | 金曜日 |
| -- | ------------- | --- | --- | --- | --- | --- |
| 7  | 00            | 放送休止 | 放送休止 | 放送休止 | 放送休止 | 放送休止 |
| 7  | 10            | 7:10 開始アナウンス | 7:10 開始アナウンス | 7:10 開始アナウンス | 7:10 開始アナウンス | 7:10 開始アナウンス |
| 7  | 15            | 7:15 まことの救い （再放送） | 7:15 こだわりセットリスト・特別編 | 7:15 ミュージックアプリ | 7:15 ミュージックアプリ | 7:15 まことの救い |
| 7  | 25            | 7:25 おすすめラニィちゃん | 7:15 こだわりセットリスト・特別編 | 7:15 ミュージックアプリ | 7:15 ミュージックアプリ | 7:15 まことの救い |
| 7  | 30            | 7:40 マネーのからくり（再放送） | 7:15 こだわりセットリスト・特別編 | 7:15 ミュージックアプリ | 7:15 ミュージックアプリ | 7:25 おすすめラニィちゃん |
| 7  | 40            | 7:40 マネーのからくり（再放送） | 7:15 こだわりセットリスト・特別編 | 7:15 ミュージックアプリ | 7:15 ミュージックアプリ | 7:30 マネーのカラクリ |
| 7  | 45            | 7:45 光とともに | 7:45 光とともに | 7:45 光とともに | 7:45 光とともに | 7:45 光とともに |
| 7  | 50            | 7:50 日経電子版NEWS（祝日と重なる日は放送無し） | 7:50 日経電子版NEWS（祝日と重なる日は放送無し） | 7:50 日経電子版NEWS（祝日と重なる日は放送無し） | 7:50 日経電子版NEWS（祝日と重なる日は放送無し） | 7:50 日経電子版NEWS（祝日と重なる日は放送無し） |
| 8  | 00            | 8:00 おはようマーケット（東京株式市場の休場日は除く） ▽（水）8:30 朝イチマーケットスクエア アサザイ ▽（木）8:30 ファイナンシャル・ジャーニー | 8:00 おはようマーケット（東京株式市場の休場日は除く） ▽（水）8:30 朝イチマーケットスクエア アサザイ ▽（木）8:30 ファイナンシャル・ジャーニー | 8:00 おはようマーケット（東京株式市場の休場日は除く） ▽（水）8:30 朝イチマーケットスクエア アサザイ ▽（木）8:30 ファイナンシャル・ジャーニー | 8:00 おはようマーケット（東京株式市場の休場日は除く） ▽（水）8:30 朝イチマーケットスクエア アサザイ ▽（木）8:30 ファイナンシャル・ジャーニー | 8:00 おはようマーケット（東京株式市場の休場日は除く） ▽（水）8:30 朝イチマーケットスクエア アサザイ ▽（木）8:30 ファイナンシャル・ジャーニー |
| 9  | 00            | 9:00 マーケットプレス【前場】（東京株式市場の休場日は除く） ▽9:00 - ：オープニング 寄り付き情報・海外情報サマリー ▽9:14 - ：今日の相場概況 ▽9:28 - ：市場関係者の目 ▽10:00 - ：FX今朝のショートコメント ▽10:29 - ：キャスターの視点 ▽10:44 - ：アジア市場寄り付き・時間外米国株先物・株式ランキング情報 ▽11:00 - ：マーケットデータ ▽11:10 - ：（月）10分で読み解くマネーの潮流 ▽11:15 - ：（火）この企業に注目!市場の神、（金）価格.com流トレンドウォッチング ▽11:20 - ：前場振り返り | 9:00 マーケットプレス【前場】（東京株式市場の休場日は除く） ▽9:00 - ：オープニング 寄り付き情報・海外情報サマリー ▽9:14 - ：今日の相場概況 ▽9:28 - ：市場関係者の目 ▽10:00 - ：FX今朝のショートコメント ▽10:29 - ：キャスターの視点 ▽10:44 - ：アジア市場寄り付き・時間外米国株先物・株式ランキング情報 ▽11:00 - ：マーケットデータ ▽11:10 - ：（月）10分で読み解くマネーの潮流 ▽11:15 - ：（火）この企業に注目!市場の神、（金）価格.com流トレンドウォッチング ▽11:20 - ：前場振り返り | 9:00 マーケットプレス【前場】（東京株式市場の休場日は除く） ▽9:00 - ：オープニング 寄り付き情報・海外情報サマリー ▽9:14 - ：今日の相場概況 ▽9:28 - ：市場関係者の目 ▽10:00 - ：FX今朝のショートコメント ▽10:29 - ：キャスターの視点 ▽10:44 - ：アジア市場寄り付き・時間外米国株先物・株式ランキング情報 ▽11:00 - ：マーケットデータ ▽11:10 - ：（月）10分で読み解くマネーの潮流 ▽11:15 - ：（火）この企業に注目!市場の神、（金）価格.com流トレンドウォッチング ▽11:20 - ：前場振り返り | 9:00 マーケットプレス【前場】（東京株式市場の休場日は除く） ▽9:00 - ：オープニング 寄り付き情報・海外情報サマリー ▽9:14 - ：今日の相場概況 ▽9:28 - ：市場関係者の目 ▽10:00 - ：FX今朝のショートコメント ▽10:29 - ：キャスターの視点 ▽10:44 - ：アジア市場寄り付き・時間外米国株先物・株式ランキング情報 ▽11:00 - ：マーケットデータ ▽11:10 - ：（月）10分で読み解くマネーの潮流 ▽11:15 - ：（火）この企業に注目!市場の神、（金）価格.com流トレンドウォッチング ▽11:20 - ：前場振り返り | 9:00 マーケットプレス【前場】（東京株式市場の休場日は除く） ▽9:00 - ：オープニング 寄り付き情報・海外情報サマリー ▽9:14 - ：今日の相場概況 ▽9:28 - ：市場関係者の目 ▽10:00 - ：FX今朝のショートコメント ▽10:29 - ：キャスターの視点 ▽10:44 - ：アジア市場寄り付き・時間外米国株先物・株式ランキング情報 ▽11:00 - ：マーケットデータ ▽11:10 - ：（月）10分で読み解くマネーの潮流 ▽11:15 - ：（火）この企業に注目!市場の神、（金）価格.com流トレンドウォッチング ▽11:20 - ：前場振り返り |
| 10 | 00            | 9:00 マーケットプレス【前場】（東京株式市場の休場日は除く） ▽9:00 - ：オープニング 寄り付き情報・海外情報サマリー ▽9:14 - ：今日の相場概況 ▽9:28 - ：市場関係者の目 ▽10:00 - ：FX今朝のショートコメント ▽10:29 - ：キャスターの視点 ▽10:44 - ：アジア市場寄り付き・時間外米国株先物・株式ランキング情報 ▽11:00 - ：マーケットデータ ▽11:10 - ：（月）10分で読み解くマネーの潮流 ▽11:15 - ：（火）この企業に注目!市場の神、（金）価格.com流トレンドウォッチング ▽11:20 - ：前場振り返り | 9:00 マーケットプレス【前場】（東京株式市場の休場日は除く） ▽9:00 - ：オープニング 寄り付き情報・海外情報サマリー ▽9:14 - ：今日の相場概況 ▽9:28 - ：市場関係者の目 ▽10:00 - ：FX今朝のショートコメント ▽10:29 - ：キャスターの視点 ▽10:44 - ：アジア市場寄り付き・時間外米国株先物・株式ランキング情報 ▽11:00 - ：マーケットデータ ▽11:10 - ：（月）10分で読み解くマネーの潮流 ▽11:15 - ：（火）この企業に注目!市場の神、（金）価格.com流トレンドウォッチング ▽11:20 - ：前場振り返り | 9:00 マーケットプレス【前場】（東京株式市場の休場日は除く） ▽9:00 - ：オープニング 寄り付き情報・海外情報サマリー ▽9:14 - ：今日の相場概況 ▽9:28 - ：市場関係者の目 ▽10:00 - ：FX今朝のショートコメント ▽10:29 - ：キャスターの視点 ▽10:44 - ：アジア市場寄り付き・時間外米国株先物・株式ランキング情報 ▽11:00 - ：マーケットデータ ▽11:10 - ：（月）10分で読み解くマネーの潮流 ▽11:15 - ：（火）この企業に注目!市場の神、（金）価格.com流トレンドウォッチング ▽11:20 - ：前場振り返り | 9:00 マーケットプレス【前場】（東京株式市場の休場日は除く） ▽9:00 - ：オープニング 寄り付き情報・海外情報サマリー ▽9:14 - ：今日の相場概況 ▽9:28 - ：市場関係者の目 ▽10:00 - ：FX今朝のショートコメント ▽10:29 - ：キャスターの視点 ▽10:44 - ：アジア市場寄り付き・時間外米国株先物・株式ランキング情報 ▽11:00 - ：マーケットデータ ▽11:10 - ：（月）10分で読み解くマネーの潮流 ▽11:15 - ：（火）この企業に注目!市場の神、（金）価格.com流トレンドウォッチング ▽11:20 - ：前場振り返り | 9:00 マーケットプレス【前場】（東京株式市場の休場日は除く） ▽9:00 - ：オープニング 寄り付き情報・海外情報サマリー ▽9:14 - ：今日の相場概況 ▽9:28 - ：市場関係者の目 ▽10:00 - ：FX今朝のショートコメント ▽10:29 - ：キャスターの視点 ▽10:44 - ：アジア市場寄り付き・時間外米国株先物・株式ランキング情報 ▽11:00 - ：マーケットデータ ▽11:10 - ：（月）10分で読み解くマネーの潮流 ▽11:15 - ：（火）この企業に注目!市場の神、（金）価格.com流トレンドウォッチング ▽11:20 - ：前場振り返り |
| 11 | 00            | 9:00 マーケットプレス【前場】（東京株式市場の休場日は除く） ▽9:00 - ：オープニング 寄り付き情報・海外情報サマリー ▽9:14 - ：今日の相場概況 ▽9:28 - ：市場関係者の目 ▽10:00 - ：FX今朝のショートコメント ▽10:29 - ：キャスターの視点 ▽10:44 - ：アジア市場寄り付き・時間外米国株先物・株式ランキング情報 ▽11:00 - ：マーケットデータ ▽11:10 - ：（月）10分で読み解くマネーの潮流 ▽11:15 - ：（火）この企業に注目!市場の神、（金）価格.com流トレンドウォッチング ▽11:20 - ：前場振り返り | 9:00 マーケットプレス【前場】（東京株式市場の休場日は除く） ▽9:00 - ：オープニング 寄り付き情報・海外情報サマリー ▽9:14 - ：今日の相場概況 ▽9:28 - ：市場関係者の目 ▽10:00 - ：FX今朝のショートコメント ▽10:29 - ：キャスターの視点 ▽10:44 - ：アジア市場寄り付き・時間外米国株先物・株式ランキング情報 ▽11:00 - ：マーケットデータ ▽11:10 - ：（月）10分で読み解くマネーの潮流 ▽11:15 - ：（火）この企業に注目!市場の神、（金）価格.com流トレンドウォッチング ▽11:20 - ：前場振り返り | 9:00 マーケットプレス【前場】（東京株式市場の休場日は除く） ▽9:00 - ：オープニング 寄り付き情報・海外情報サマリー ▽9:14 - ：今日の相場概況 ▽9:28 - ：市場関係者の目 ▽10:00 - ：FX今朝のショートコメント ▽10:29 - ：キャスターの視点 ▽10:44 - ：アジア市場寄り付き・時間外米国株先物・株式ランキング情報 ▽11:00 - ：マーケットデータ ▽11:10 - ：（月）10分で読み解くマネーの潮流 ▽11:15 - ：（火）この企業に注目!市場の神、（金）価格.com流トレンドウォッチング ▽11:20 - ：前場振り返り | 9:00 マーケットプレス【前場】（東京株式市場の休場日は除く） ▽9:00 - ：オープニング 寄り付き情報・海外情報サマリー ▽9:14 - ：今日の相場概況 ▽9:28 - ：市場関係者の目 ▽10:00 - ：FX今朝のショートコメント ▽10:29 - ：キャスターの視点 ▽10:44 - ：アジア市場寄り付き・時間外米国株先物・株式ランキング情報 ▽11:00 - ：マーケットデータ ▽11:10 - ：（月）10分で読み解くマネーの潮流 ▽11:15 - ：（火）この企業に注目!市場の神、（金）価格.com流トレンドウォッチング ▽11:20 - ：前場振り返り | 9:00 マーケットプレス【前場】（東京株式市場の休場日は除く） ▽9:00 - ：オープニング 寄り付き情報・海外情報サマリー ▽9:14 - ：今日の相場概況 ▽9:28 - ：市場関係者の目 ▽10:00 - ：FX今朝のショートコメント ▽10:29 - ：キャスターの視点 ▽10:44 - ：アジア市場寄り付き・時間外米国株先物・株式ランキング情報 ▽11:00 - ：マーケットデータ ▽11:10 - ：（月）10分で読み解くマネーの潮流 ▽11:15 - ：（火）この企業に注目!市場の神、（金）価格.com流トレンドウォッチング ▽11:20 - ：前場振り返り |
| 11 | 35            | 11:35 マーケット・アナライズ マンデー | 11:35 小塚アナの褒めタイム! | 11:35 経営トップに聞く! 強みと人材戦略 | 11:35 NIKKEIを読んで | 11:35 大人のラヂオ |
| 12 | 00            | 12:00 QUICK presents ESGフロントライン | 12:00 農のミライ（再放送） （一部 「こだわりセットリスト」 特別編・選） | 11:35 経営トップに聞く! 強みと人材戦略 | 12:00 グローバル・ビジネス研究所 | 11:35 大人のラヂオ |
| 12 | 05            | 12:00 QUICK presents ESGフロントライン | 12:00 農のミライ（再放送） （一部 「こだわりセットリスト」 特別編・選） | 12:05 実践! Let's Read the Nikkei in English （再放送） | 12:00 グローバル・ビジネス研究所 | 11:35 大人のラヂオ |
| 12 | 15            | 12:15 ミュージックアプリ | 12:00 農のミライ（再放送） （一部 「こだわりセットリスト」 特別編・選） | 12:25 おすすめラニィちゃん | 12:00 グローバル・ビジネス研究所 | 11:35 大人のラヂオ |
| 12 | 30            | 12:30 マーケットプレス【後場】寄り付き情報 | 12:30 マーケットプレス【後場】寄り付き情報 | 12:30 マーケットプレス【後場】寄り付き情報 | 12:30 マーケットプレス【後場】寄り付き情報 | 12:30 マーケットプレス【後場】寄り付き情報 |
| 12 | 53            | 12:53 日経電子版NEWS（祝日は放送無し） | 12:53 日経電子版NEWS（祝日は放送無し） | 12:53 日経電子版NEWS（祝日は放送無し） | 12:53 日経電子版NEWS（祝日は放送無し） | 12:53 日経電子版NEWS（祝日は放送無し） |
| 13 | 00            | 13:00 マーケットプレス【後場】（東京株式市場の休場日は除く） ▽13:00 - ：レバレッジ・ビレッジ（水曜除く） ▽13:14 - ：今日の相場概況 ほか ▽13:28 - ：曜日別特集コーナー ▽13:44 - ：キャスターの視点 ▽14:00 - ：マーケットデータ ▽14:10 - ：（木）この企業に注目!福の神 ▽14:15 - ：マーケットデータ | 13:00 マーケットプレス【後場】（東京株式市場の休場日は除く） ▽13:00 - ：レバレッジ・ビレッジ（水曜除く） ▽13:14 - ：今日の相場概況 ほか ▽13:28 - ：曜日別特集コーナー ▽13:44 - ：キャスターの視点 ▽14:00 - ：マーケットデータ ▽14:10 - ：（木）この企業に注目!福の神 ▽14:15 - ：マーケットデータ | 13:00 マーケットプレス【後場】（東京株式市場の休場日は除く） ▽13:00 - ：レバレッジ・ビレッジ（水曜除く） ▽13:14 - ：今日の相場概況 ほか ▽13:28 - ：曜日別特集コーナー ▽13:44 - ：キャスターの視点 ▽14:00 - ：マーケットデータ ▽14:10 - ：（木）この企業に注目!福の神 ▽14:15 - ：マーケットデータ | 13:00 マーケットプレス【後場】（東京株式市場の休場日は除く） ▽13:00 - ：レバレッジ・ビレッジ（水曜除く） ▽13:14 - ：今日の相場概況 ほか ▽13:28 - ：曜日別特集コーナー ▽13:44 - ：キャスターの視点 ▽14:00 - ：マーケットデータ ▽14:10 - ：（木）この企業に注目!福の神 ▽14:15 - ：マーケットデータ | 13:00 マーケットプレス【後場】（東京株式市場の休場日は除く） ▽13:00 - ：レバレッジ・ビレッジ（水曜除く） ▽13:14 - ：今日の相場概況 ほか ▽13:28 - ：曜日別特集コーナー ▽13:44 - ：キャスターの視点 ▽14:00 - ：マーケットデータ ▽14:10 - ：（木）この企業に注目!福の神 ▽14:15 - ：マーケットデータ |
| 14 | 00            | 13:00 マーケットプレス【後場】（東京株式市場の休場日は除く） ▽13:00 - ：レバレッジ・ビレッジ（水曜除く） ▽13:14 - ：今日の相場概況 ほか ▽13:28 - ：曜日別特集コーナー ▽13:44 - ：キャスターの視点 ▽14:00 - ：マーケットデータ ▽14:10 - ：（木）この企業に注目!福の神 ▽14:15 - ：マーケットデータ | 13:00 マーケットプレス【後場】（東京株式市場の休場日は除く） ▽13:00 - ：レバレッジ・ビレッジ（水曜除く） ▽13:14 - ：今日の相場概況 ほか ▽13:28 - ：曜日別特集コーナー ▽13:44 - ：キャスターの視点 ▽14:00 - ：マーケットデータ ▽14:10 - ：（木）この企業に注目!福の神 ▽14:15 - ：マーケットデータ | 13:00 マーケットプレス【後場】（東京株式市場の休場日は除く） ▽13:00 - ：レバレッジ・ビレッジ（水曜除く） ▽13:14 - ：今日の相場概況 ほか ▽13:28 - ：曜日別特集コーナー ▽13:44 - ：キャスターの視点 ▽14:00 - ：マーケットデータ ▽14:10 - ：（木）この企業に注目!福の神 ▽14:15 - ：マーケットデータ | 13:00 マーケットプレス【後場】（東京株式市場の休場日は除く） ▽13:00 - ：レバレッジ・ビレッジ（水曜除く） ▽13:14 - ：今日の相場概況 ほか ▽13:28 - ：曜日別特集コーナー ▽13:44 - ：キャスターの視点 ▽14:00 - ：マーケットデータ ▽14:10 - ：（木）この企業に注目!福の神 ▽14:15 - ：マーケットデータ | 13:00 マーケットプレス【後場】（東京株式市場の休場日は除く） ▽13:00 - ：レバレッジ・ビレッジ（水曜除く） ▽13:14 - ：今日の相場概況 ほか ▽13:28 - ：曜日別特集コーナー ▽13:44 - ：キャスターの視点 ▽14:00 - ：マーケットデータ ▽14:10 - ：（木）この企業に注目!福の神 ▽14:15 - ：マーケットデータ |
| 14 | 30            | 14:30 ザ・マネー（東京株式市場の休場日は除く） ▽（月）内田まさみのマーケットホールインワン ▽（火）今だから聞きたい投資な世界 ▽（水）視界良好!杉村商店 ▽（木）櫻井英明のかぶてつ ▽（金）西山孝四郎のマーケットスクエア | 14:30 ザ・マネー（東京株式市場の休場日は除く） ▽（月）内田まさみのマーケットホールインワン ▽（火）今だから聞きたい投資な世界 ▽（水）視界良好!杉村商店 ▽（木）櫻井英明のかぶてつ ▽（金）西山孝四郎のマーケットスクエア | 14:30 ザ・マネー（東京株式市場の休場日は除く） ▽（月）内田まさみのマーケットホールインワン ▽（火）今だから聞きたい投資な世界 ▽（水）視界良好!杉村商店 ▽（木）櫻井英明のかぶてつ ▽（金）西山孝四郎のマーケットスクエア | 14:30 ザ・マネー（東京株式市場の休場日は除く） ▽（月）内田まさみのマーケットホールインワン ▽（火）今だから聞きたい投資な世界 ▽（水）視界良好!杉村商店 ▽（木）櫻井英明のかぶてつ ▽（金）西山孝四郎のマーケットスクエア | 14:30 ザ・マネー（東京株式市場の休場日は除く） ▽（月）内田まさみのマーケットホールインワン ▽（火）今だから聞きたい投資な世界 ▽（水）視界良好!杉村商店 ▽（木）櫻井英明のかぶてつ ▽（金）西山孝四郎のマーケットスクエア |
| 15 | 00            | 14:30 ザ・マネー（東京株式市場の休場日は除く） ▽（月）内田まさみのマーケットホールインワン ▽（火）今だから聞きたい投資な世界 ▽（水）視界良好!杉村商店 ▽（木）櫻井英明のかぶてつ ▽（金）西山孝四郎のマーケットスクエア | 14:30 ザ・マネー（東京株式市場の休場日は除く） ▽（月）内田まさみのマーケットホールインワン ▽（火）今だから聞きたい投資な世界 ▽（水）視界良好!杉村商店 ▽（木）櫻井英明のかぶてつ ▽（金）西山孝四郎のマーケットスクエア | 14:30 ザ・マネー（東京株式市場の休場日は除く） ▽（月）内田まさみのマーケットホールインワン ▽（火）今だから聞きたい投資な世界 ▽（水）視界良好!杉村商店 ▽（木）櫻井英明のかぶてつ ▽（金）西山孝四郎のマーケットスクエア | 14:30 ザ・マネー（東京株式市場の休場日は除く） ▽（月）内田まさみのマーケットホールインワン ▽（火）今だから聞きたい投資な世界 ▽（水）視界良好!杉村商店 ▽（木）櫻井英明のかぶてつ ▽（金）西山孝四郎のマーケットスクエア | 14:30 ザ・マネー（東京株式市場の休場日は除く） ▽（月）内田まさみのマーケットホールインワン ▽（火）今だから聞きたい投資な世界 ▽（水）視界良好!杉村商店 ▽（木）櫻井英明のかぶてつ ▽（金）西山孝四郎のマーケットスクエア |
| 16 | 00            | 16:00 パンローリング presents キラメキの発想 〜投資戦略ラジオ〜 | 16:00 マーケット・トレンドDX | 16:00 楽天証券 PRESENTS 先取り★マーケットレビュー | 16:00 ザ☆スマート トレーダーPLUS | 16:00 町田徹のふかぼり! |
| 16 | 15            | 16:00 パンローリング presents キラメキの発想 〜投資戦略ラジオ〜 | 16:15 みんなのFXラジオ | 16:00 楽天証券 PRESENTS 先取り★マーケットレビュー | 16:00 ザ☆スマート トレーダーPLUS | 16:00 町田徹のふかぼり! |
| 16 | 30            | 16:30 北浜流一郎の株式宅配便 | 16:15 みんなのFXラジオ | 16:30 ミュージックアプリ | 16:30 ミュージックアプリ | 16:30 カブりつき・マーケット情報局 |
| 16 | 40            | 16:30 北浜流一郎の株式宅配便 | 16:15 みんなのFXラジオ | 16:40 企業トップが語る! 威風堂々 | 16:30 ミュージックアプリ | 16:30 カブりつき・マーケット情報局 |
| 16 | 50            | 16:50 ミュージックアプリ | 16:15 みんなのFXラジオ | 16:40 企業トップが語る! 威風堂々 | 16:30 ミュージックアプリ | 16:30 カブりつき・マーケット情報局 |
| 17 | 00            | 17:00 日経電子版NEWS（祝日は放送無し） | 17:00 日経電子版NEWS（祝日は放送無し） | 17:00 日経電子版NEWS（祝日は放送無し） | 17:00 日経電子版NEWS（祝日は放送無し） | 17:00 日経電子版NEWS（祝日は放送無し） |
| 17 | 10            | 17:10 RADIO NIKKEI Music Time ※ (再放送) 毎週火曜・水曜・木曜 | 17:10 RADIO NIKKEI Music Time ※ (再放送) 毎週火曜・水曜・木曜 | 17:10 RADIO NIKKEI Music Time ※ (再放送) 毎週火曜・水曜・木曜 | 17:10 RADIO NIKKEI Music Time ※ (再放送) 毎週火曜・水曜・木曜 | 17:00 健康ネットワーク |
| 17 | 30            | 17:10 RADIO NIKKEI Music Time ※ (再放送) 毎週火曜・水曜・木曜 | 17:10 RADIO NIKKEI Music Time ※ (再放送) 毎週火曜・水曜・木曜 | 17:10 RADIO NIKKEI Music Time ※ (再放送) 毎週火曜・水曜・木曜 | 17:10 RADIO NIKKEI Music Time ※ (再放送) 毎週火曜・水曜・木曜 | 17:30 ビタミン・ラジオ（第1・2週）賢い患者になろう （第4週） |
| 17 | 50            | 17:10 RADIO NIKKEI Music Time ※ (再放送) 毎週火曜・水曜・木曜 | 17:10 RADIO NIKKEI Music Time ※ (再放送) 毎週火曜・水曜・木曜 | 17:10 RADIO NIKKEI Music Time ※ (再放送) 毎週火曜・水曜・木曜 | 17:10 RADIO NIKKEI Music Time ※ (再放送) 毎週火曜・水曜・木曜 | 17:50 ミュージックアプリ |
| 18 | 00            | 18:00 藤島大の楕円球にみる夢 （第1週本放送･第2週再放送）武智幸徳のピッチの空耳 （第3･4週） | 18:00 エレマガラジオDX | 18:00 ティモンディ前田裕太の学べばわかる!マネー大学 | 18:00 虎ノ門トレンド経済研究所 | 18:00 DJ KOO×REBOOT THE WORLD稲村亜美のココシロ!インターン |
| 18 | 25            | 18:00 藤島大の楕円球にみる夢 （第1週本放送･第2週再放送）武智幸徳のピッチの空耳 （第3･4週） | 18:00 エレマガラジオDX | 18:00 ティモンディ前田裕太の学べばわかる!マネー大学 | 18:00 虎ノ門トレンド経済研究所 | 18:00 DJ KOO×REBOOT THE WORLD稲村亜美のココシロ!インターン |
| 18 | 30            | 18:00 藤島大の楕円球にみる夢 （第1週本放送･第2週再放送）武智幸徳のピッチの空耳 （第3･4週） | 18:00 エレマガラジオDX | 18:30 関西ジャニーズJr. とれたて関ジュース （ラジオ関西制作） | 18:30 ミュージックアプリ | 18:00 DJ KOO×REBOOT THE WORLD稲村亜美のココシロ!インターン |
| 18 | 45            | 18:45 私立恵比寿中学のマネ部! | 18:00 エレマガラジオDX | 18:30 関西ジャニーズJr. とれたて関ジュース （ラジオ関西制作） | 18:30 ミュージックアプリ | 18:45 ニュースフォレスト |
| 19 | 00            | 19:00 推してみませんか? | 19:00 前田公輝のヒラケテヒラク | 19:00 ミュージックアプリ | 19:00 石川温のスマホNo.1メディア | 19:00 ミュージックアプリ |
| 19 | 30            | 19:30 RaNi Music♪（再放送） | 19:30 RaNi Music♪（再放送） | 19:30 RaNi Music♪（再放送） | 19:30 RaNi Music♪（再放送） | 19:30 RaNi Music♪（再放送） |
| 19 | 50            | 19:50 日経電子版NEWS | 19:50 日経電子版NEWS | 19:50 日経電子版NEWS | 19:50 日経電子版NEWS | 19:50 日経電子版NEWS |
| 20 | 00            | 20:00 Anime & Seiyu Music Night | 20:00 Anime & Seiyu Music Night （再放送） | 20:00 シネマ 銀幕の夜 （再放送） | 20:00 昭和歌謡セレクション （再放送） | 20:00 うまきんIII |
| 20 | 15            | 20:00 Anime & Seiyu Music Night | 20:00 Anime & Seiyu Music Night （再放送） | 20:00 シネマ 銀幕の夜 （再放送） | 20:00 昭和歌謡セレクション （再放送） | 20:00 うまきんIII |
| 20 | 20            | 20:20 MUSIC BAR MIRAI亭 | 20:20 ライダーズ | 20:00 シネマ 銀幕の夜 （再放送） | 20:20 ミュージックアプリ | 20:00 うまきんIII |
| 20 | 30            | 20:20 MUSIC BAR MIRAI亭 | 20:20 ライダーズ | 20:30 虎ノ門シティ リーディング倶楽部 | 20:20 ミュージックアプリ | 20:30 鈴木淑子の地球は競馬でまわってる |
| 20 | 40            | 20:20 MUSIC BAR MIRAI亭 | 20:20 ライダーズ | 20:30 虎ノ門シティ リーディング倶楽部 | 20:20 ミュージックアプリ | 20:30 鈴木淑子の地球は競馬でまわってる |
| 20 | 50            | 20:50 競馬が好きだ! | 20:50 競馬が好きだ! | 20:50 競馬が好きだ! | 20:50 競馬が好きだ! | 20:30 鈴木淑子の地球は競馬でまわってる |
| 21 | 00            | 21:00 RaNi Music♪（再放送） | 21:00 RaNi Music♪（再放送） | 21:00 RaNi Music♪（再放送） | 21:00 RaNi Music♪（再放送） | 21:00 RaNi Music♪（再放送） |
| 21 | 30            | 21:30 大人のラヂオ （再放送） | 21:30 週刊 日経トレンディ＆クロストレンド | 21:30 吉野直也のNIKKEI切り抜きニュース | 21:30 CAMP RADIO 第1・2・5週は新作を放送、第3・4週は第1・2週の再放送 | 21:30 GINZA CROSSIN Talk ～時代の開拓者たち～ |
| 22 | 00            | 21:30 大人のラヂオ （再放送） | 22:00 BIZ&TECH Terminal記事にできない金融ウラ話 （毎月第1・3週）高井宏章の横山楓の「お金のハナシ」 （毎月2・4週） | 22:00 未来会議プロジェクト | 21:30 CAMP RADIO 第1・2・5週は新作を放送、第3・4週は第1・2週の再放送 | 21:30 GINZA CROSSIN Talk ～時代の開拓者たち～ |
| 22 | 10            | 21:30 大人のラヂオ （再放送） | 22:00 BIZ&TECH Terminal記事にできない金融ウラ話 （毎月第1・3週）高井宏章の横山楓の「お金のハナシ」 （毎月2・4週） | 22:10 実践! Let's Read the Nikkei in English | 21:30 CAMP RADIO 第1・2・5週は新作を放送、第3・4週は第1・2週の再放送 | 21:30 GINZA CROSSIN Talk ～時代の開拓者たち～ |
| 22 | 25            | 22:25 おすすめラニィちゃん | 22:00 BIZ&TECH Terminal記事にできない金融ウラ話 （毎月第1・3週）高井宏章の横山楓の「お金のハナシ」 （毎月2・4週） | 22:10 実践! Let's Read the Nikkei in English | 21:30 CAMP RADIO 第1・2・5週は新作を放送、第3・4週は第1・2週の再放送 | 21:30 GINZA CROSSIN Talk ～時代の開拓者たち～ |
| 22 | 30            | 22:30 週刊日経トレンディ&クロストレンド | 22:00 BIZ&TECH Terminal記事にできない金融ウラ話 （毎月第1・3週）高井宏章の横山楓の「お金のハナシ」 （毎月2・4週） | 22:30 こだわり羽生結弦セットリスト （毎月第1週22:30〜22:50）ラジオ第二外国語 （毎月第3週22:30〜23:00）藤村忠寿のひげ千夜一夜 （最終週22:30〜23:30） | 22:30 NIKKEIで深読み 中国経済の真相 | 22:30 町田徹のふかぼり! （再放送） |
| 22 | 40            | 22:30 週刊日経トレンディ&クロストレンド | 22:00 BIZ&TECH Terminal記事にできない金融ウラ話 （毎月第1・3週）高井宏章の横山楓の「お金のハナシ」 （毎月2・4週） | 22:30 こだわり羽生結弦セットリスト （毎月第1週22:30〜22:50）ラジオ第二外国語 （毎月第3週22:30〜23:00）藤村忠寿のひげ千夜一夜 （最終週22:30〜23:30） | 22:30 NIKKEIで深読み 中国経済の真相 | 22:30 町田徹のふかぼり! （再放送） |
| 22 | 45            | 22:30 週刊日経トレンディ&クロストレンド | 22:00 BIZ&TECH Terminal記事にできない金融ウラ話 （毎月第1・3週）高井宏章の横山楓の「お金のハナシ」 （毎月2・4週） | 22:30 こだわり羽生結弦セットリスト （毎月第1週22:30〜22:50）ラジオ第二外国語 （毎月第3週22:30〜23:00）藤村忠寿のひげ千夜一夜 （最終週22:30〜23:30） | 22:30 NIKKEIで深読み 中国経済の真相 | 22:30 町田徹のふかぼり! （再放送） |
| 22 | 55            | 22:55 ミュージックアプリ | | 22:30 こだわり羽生結弦セットリスト （毎月第1週22:30〜22:50）ラジオ第二外国語 （毎月第3週22:30〜23:00）藤村忠寿のひげ千夜一夜 （最終週22:30〜23:30） | 22:30 NIKKEIで深読み 中国経済の真相 | 22:30 町田徹のふかぼり! （再放送） |
| 23 | 00            | 23:00 杏林シンポジア | 23:00 ドクターサロン | 22:30 こだわり羽生結弦セットリスト （毎月第1週22:30〜22:50）ラジオ第二外国語 （毎月第3週22:30〜23:00）藤村忠寿のひげ千夜一夜 （最終週22:30〜23:30） | 23:00 ドクターサロン | 23:00 伊藤洋一のRound Up World Now! |
| 23 | 15            | 23:15 マルホ皮膚科セミナー | 23:15 小児科医療UP-to-DATE | 22:30 こだわり羽生結弦セットリスト （毎月第1週22:30〜22:50）ラジオ第二外国語 （毎月第3週22:30〜23:00）藤村忠寿のひげ千夜一夜 （最終週22:30〜23:30） | 23:15 薬学の時間 | 23:00 伊藤洋一のRound Up World Now! |
| 23 | 30            | 23:30 ドクターDJ | 23:30 医学講座 | 22:30 こだわり羽生結弦セットリスト （毎月第1週22:30〜22:50）ラジオ第二外国語 （毎月第3週22:30〜23:00）藤村忠寿のひげ千夜一夜 （最終週22:30〜23:30） | 23:30 漢方トゥデイ（第1･3週）ミュージックアプリ（第1･3週以外） | 23:30 アイドルジェネレーション（偶数週）（奇数週は放送休止） |
| 23 | 45            | 0:00 放送休止 | 23:30 医学講座 | 22:30 こだわり羽生結弦セットリスト （毎月第1週22:30〜22:50）ラジオ第二外国語 （毎月第3週22:30〜23:00）藤村忠寿のひげ千夜一夜 （最終週22:30〜23:30） | 23:45 ドクター・ハート&ストーリー | 23:30 アイドルジェネレーション（偶数週）（奇数週は放送休止） |
| 0  | 0:00 放送休止 | 0:00 放送休止 | 0:00 放送休止 | 0:00 放送休止 | 0:00 放送休止 | 23:30 アイドルジェネレーション（偶数週）（奇数週は放送休止） |
| 0  | 0:00 放送休止 | 0:00 放送休止 | 0:00 放送休止 | 0:00 放送休止 | 0:00 放送休止 | 0:30 放送休止（奇数週は23:30終了） |

#### 週末
| 時 | 分 | 土曜日 | 日曜日 |
| 8  | 00 | 放送休止 | 放送休止                                                                                                  |
| 8  | 45 | 8:45 光とともに | 8:45 おすすめラニィちゃん ラジオNIKKEI 放送番組審議会から（最終日曜日）                                   |
| 8  | 50 | 8:50 日経電子版NEWS | 8:50 日経電子版NEWS                                                                                       |
| 9  | 00 | 9:00 洋楽処POPS倶楽部 | 9:00 ミュージックライフ・NEXT1                                                                            |
| 9  | 30 | 9:30 中央競馬実況中継 ※東日本開催（東京•中山•福島•新潟•函館•札幌)を全レース生中継（薄暮開催時は変更あり）                                         | 9:30 中央競馬実況中継 ※東日本開催（東京•中山•福島•新潟•函館•札幌)を全レース生中継（薄暮開催時は変更あり） |
| 10 | 00 | 9:30 中央競馬実況中継 ※東日本開催（東京•中山•福島•新潟•函館•札幌)を全レース生中継（薄暮開催時は変更あり）                                         | 9:30 中央競馬実況中継 ※東日本開催（東京•中山•福島•新潟•函館•札幌)を全レース生中継（薄暮開催時は変更あり） |
| 11 | 00 | 9:30 中央競馬実況中継 ※東日本開催（東京•中山•福島•新潟•函館•札幌)を全レース生中継（薄暮開催時は変更あり）                                         | 9:30 中央競馬実況中継 ※東日本開催（東京•中山•福島•新潟•函館•札幌)を全レース生中継（薄暮開催時は変更あり） |
| 12 | 00 | 9:30 中央競馬実況中継 ※東日本開催（東京•中山•福島•新潟•函館•札幌)を全レース生中継（薄暮開催時は変更あり）                                         | 9:30 中央競馬実況中継 ※東日本開催（東京•中山•福島•新潟•函館•札幌)を全レース生中継（薄暮開催時は変更あり） |
| 13 | 00 | 9:30 中央競馬実況中継 ※東日本開催（東京•中山•福島•新潟•函館•札幌)を全レース生中継（薄暮開催時は変更あり）                                         | 9:30 中央競馬実況中継 ※東日本開催（東京•中山•福島•新潟•函館•札幌)を全レース生中継（薄暮開催時は変更あり） |
| 14 | 00 | 9:30 中央競馬実況中継 ※東日本開催（東京•中山•福島•新潟•函館•札幌)を全レース生中継（薄暮開催時は変更あり）                                         | 9:30 中央競馬実況中継 ※東日本開催（東京•中山•福島•新潟•函館•札幌)を全レース生中継（薄暮開催時は変更あり） |
| 15 | 00 | 9:30 中央競馬実況中継 ※東日本開催（東京•中山•福島•新潟•函館•札幌)を全レース生中継（薄暮開催時は変更あり）                                         | 9:30 中央競馬実況中継 ※東日本開催（東京•中山•福島•新潟•函館•札幌)を全レース生中継（薄暮開催時は変更あり） |
| 16 | 00 | 9:30 中央競馬実況中継 ※東日本開催（東京•中山•福島•新潟•函館•札幌)を全レース生中継（薄暮開催時は変更あり）                                         | 9:30 中央競馬実況中継 ※東日本開催（東京•中山•福島•新潟•函館•札幌)を全レース生中継（薄暮開催時は変更あり） |
| 16 | 45 | 16:45 地方競馬プラスワン （第2放送と同時放送。日曜日は前日の再放送。時間変更あり）                                                                | 16:45 地方競馬プラスワン （第2放送と同時放送。日曜日は前日の再放送。時間変更あり）                        |
| 17 | 00 | 17:00 日経電子版NEWS | 17:00 日経電子版NEWS                                                                                      |
| 17 | 10 | 17:10 競馬LIVEへGO! | 17:10 あの日、あの時、あのレース                                                                          |
| 17 | 30 | 17:10 競馬LIVEへGO! | 17:30 昭和歌謡セレクション                                                                                |
| 17 | 40 | 17:40 ビタミン・ラジオ （再放送） | 17:30 昭和歌謡セレクション                                                                                |
| 18 | 00 | 18:00 シネマ 銀幕の夜 | 18:00 健康ネットワーク （再放送）                                                                         |
| 18 | 20 | 18:00 シネマ 銀幕の夜 | 18:20 ななかもしか発見伝!                                                                                 |
| 18 | 30 | 18:30 NR・サプリメント アドバイザー講座 | 18:30 私の書いたポエム                                                                                    |
| 19 | 00 | 19:00 放送休止 （年度上半期に「サプリメントアドバイザー養成講座」が放送される日は内容により19:00、または19:30まで放送枠を延長し、終了後放送休止） | 19:00 テイスト・オブ・ジャズ                                                                              |
| 19 | 30 | 19:00 放送休止 （年度上半期に「サプリメントアドバイザー養成講座」が放送される日は内容により19:00、または19:30まで放送枠を延長し、終了後放送休止） | 19:30 放送休止                                                                                            |

#### 特別番組
日本の株式市場が休場している祝日に編成される場合が多い。
- 渡辺和昭のしゃべってしゃべって ○分
- おぼうさまちゃんねる
- 地方競馬・ダートグレード競走（祝日に南関東で統一グレードレースがあった場合にまれに放送される）
- 海外競馬実況中継（JRAで馬券発売されるレースを随時中継）
- アニソンポッド（2013年3月20日から、祝日などに不定期で放送。2011年1月以降は第2放送で放送）
- 小島・鈴木のダイバーシティ・プラットフォーム

## 第2放送
- 平日は『RaNi Music♪』（ラニィ・ミュージック♪）として、音楽を中心とした編成がされている。かつては大阪株式市場の情報を中心に、第1放送とは異なる番組が編成されていたが、平日の休止を経て、2012年9月までは第1放送の一部サイマル放送を行なっていた。
- 土・日曜日は、主に西日本地区の中央競馬実況中継が放送される。

### 放送時間
2022年4月1日より
- 平日：8:00 - 19:00（6MHz帯だけで放送。2019年4月1日 - 12月31日は8:00 - 21:30。2020年1月1日 - 6月30日は8:30 - 20:00。2020年7月1日 - 2022年3月31日は8:30 - 19:00。2018年10月以降2020年6月まで19:00までは6MHz帯で、それ以降は3MHz帯で放送）
- 土・日曜日：9:00 - 17:00（2019年12月29日までは8:00-18:00。2018年9月まで9MHz帯以外は18:00まで放送していた。10月以降は6MHz帯だけで放送）

2018年9月まで9.760MHzを使用するJOZ7の運用は17:00で終了となっていた（以前は15:40）。18:00以降も放送する場合（月 - 金曜日）、同年10月以降も6.115MHzを使用するJOZ6も19:00で運用を終了する。これはそれぞれ国際放送用の31メーターバンド（9.250MHz-9.990MHz）、国際放送兼用の49メーターバンド（5.730MHz-6.295MHz）を使用しており、D電離層が夜間は消滅することで外国の放送局などと混信、妨害になる恐れがあるため（特にJOZ7はNHKワールド・ラジオ日本でアジア大陸向けの周波数が9.750MHzとほぼ近接している）。2020年7月以後は、平日の基本放送枠が19:00までとなったため、3MHzでの放送は特別編成による臨時延長（2022年から2023年の年末年始のばんえい競馬中継など）を行う日のみに限定されている。
特別番組が編成される際は放送時間を変更する場合があり、定時放送を一旦終了後、放送を再開する場合もある（地方競馬のナイター競走中継や海外競馬中継など）。国政選挙の開票速報番組を第2放送で放送する場合は放送時間を延長する場合があり、このときは第1放送が先に終了することもあった（例：2009年8月30日。衆議院議員総選挙開票のため、第2放送・3.945MHzのみ通常より放送時間を延長して対応。第1放送（当時21時終了）と他の第2放送は通常通りの終了だった）。
2004年10月20日から2009年3月31日までは、競馬開催日に限りモバイル放送（モバHO!）でも同時放送していた。
2002年4月 - 2006年3月は番組の整理の都合上平日の放送は原則休止していた（その場合でも08:00 - 08:30は試験電波を放送）。但し週末は中央競馬中継のため通常通り放送。地方競馬の重賞競走、あるいは週末に台風や地震などにより開催ができなかった中央競馬の代替開催があった場合は平日であっても臨時に放送していた。東日本大震災による節電・省エネに努めるため2011年3月から再び平日は原則休止となった。当初は5月末までの予定だったが、電力不足などを考慮し9月末、さらに年内まで平日は原則休止。
2006年4月 - 2011年3月及び2012年1月 - 9月の平日9:00 - 15:10までは第1放送をサイマル放送（ただし株式市場が開場している平日に中央競馬が開催される場合、第2放送で中央競馬実況中継を放送し、その場合は競馬中継終了時まで延長する）を実施していた。
2012年10月から平日は第1放送と別内容で放送し、17:00まで放送時間が延長された。「RN2」（アール・エヌ・ツー）という愛称も使用されるようになった。2013年7月1日から平日編成を全面刷新。
上記の通り、2019年4月より、番組名・愛称が『RaNi Music♪』に変更された。
2025年7月26日から8月17日までの土日は、中京競馬場で開催の中央競馬が暑熱対策で昼前後の時間帯のレース休止による発走時間の繰り下げ措置を採る為、中央競馬実況中継の放送時間を9時から18時30分に拡大。このため全体の放送時間が8時30分から18時30分と、従来の土日より2時間拡大される。

### 主な番組

#### 放送中の番組
2025年4月時点。
| 時 | 分 | 月〜水曜日                                         | 木曜日                                             | 金曜日                                                             | 土曜日                                                                                                | 日曜日                                                                                                |
| -- | -- | -------------------------------------------------- | -------------------------------------------------- | ------------------------------------------------------------------ | --- | --- |
| 8  | 00 | 8:00 RaNi Music♪ Start                             | 8:00 Business EXpress                              | 8:00 RaNi Music♪ Start8:00-8:30 農のミライ（偶数週のみ）           | 放送休止                                                                                              | 放送休止                                                                                              |
| 9  | 00 | 9:00 RaNi Music♪ Morning                           | 9:00 RaNi Music♪ Morning                           | 9:00 RaNi Music♪ Morning                                           | 9:00 うまきんIII （第1放送で金曜日20:00から 放送された回の再放送）                                    | 9:00 競馬LIVEへGO! （第1放送で土曜日17:10から 放送された回の再放送）                                  |
| 9  | 30 | 9:00 RaNi Music♪ Morning                           | 9:00 RaNi Music♪ Morning                           | 9:00 RaNi Music♪ Morning                                           | 9:30 中央競馬実況中継（薄暮開催時は変更あり） ※西日本開催（京都、阪神、中京、小倉）を全レース生中継。 | 9:30 中央競馬実況中継（薄暮開催時は変更あり） ※西日本開催（京都、阪神、中京、小倉）を全レース生中継。 |
| 10 | 00 | 9:00 RaNi Music♪ Morning                           | 9:00 RaNi Music♪ Morning                           | 9:00 RaNi Music♪ Morning                                           | 9:30 中央競馬実況中継（薄暮開催時は変更あり） ※西日本開催（京都、阪神、中京、小倉）を全レース生中継。 | 9:30 中央競馬実況中継（薄暮開催時は変更あり） ※西日本開催（京都、阪神、中京、小倉）を全レース生中継。 |
| 11 | 00 | 9:00 RaNi Music♪ Morning                           | 9:00 RaNi Music♪ Morning                           | 9:00 RaNi Music♪ Morning                                           | 9:30 中央競馬実況中継（薄暮開催時は変更あり） ※西日本開催（京都、阪神、中京、小倉）を全レース生中継。 | 9:30 中央競馬実況中継（薄暮開催時は変更あり） ※西日本開催（京都、阪神、中京、小倉）を全レース生中継。 |
| 12 | 00 | 12:00 RaNi Music♪ Day                              | 12:00 RaNi Music♪ Day                              | 12:00 RaNi Music♪ Request Hour P:柳井麻希                          | 9:30 中央競馬実況中継（薄暮開催時は変更あり） ※西日本開催（京都、阪神、中京、小倉）を全レース生中継。 | 9:30 中央競馬実況中継（薄暮開催時は変更あり） ※西日本開催（京都、阪神、中京、小倉）を全レース生中継。 |
| 13 | 00 | 12:00 RaNi Music♪ Day                              | 12:00 RaNi Music♪ Day                              | 12:00 RaNi Music♪ Request Hour P:柳井麻希                          | 9:30 中央競馬実況中継（薄暮開催時は変更あり） ※西日本開催（京都、阪神、中京、小倉）を全レース生中継。 | 9:30 中央競馬実況中継（薄暮開催時は変更あり） ※西日本開催（京都、阪神、中京、小倉）を全レース生中継。 |
| 13 | 08 | 12:00 RaNi Music♪ Day                              | 12:00 RaNi Music♪ Day                              | 13:08 RaNi Music♪ Day                                              | 9:30 中央競馬実況中継（薄暮開催時は変更あり） ※西日本開催（京都、阪神、中京、小倉）を全レース生中継。 | 9:30 中央競馬実況中継（薄暮開催時は変更あり） ※西日本開催（京都、阪神、中京、小倉）を全レース生中継。 |
| 14 | 00 | 12:00 RaNi Music♪ Day                              | 12:00 RaNi Music♪ Day                              | 13:08 RaNi Music♪ Day                                              | 9:30 中央競馬実況中継（薄暮開催時は変更あり） ※西日本開催（京都、阪神、中京、小倉）を全レース生中継。 | 9:30 中央競馬実況中継（薄暮開催時は変更あり） ※西日本開催（京都、阪神、中京、小倉）を全レース生中継。 |
| 15 | 00 | 15:00 RaNi Music♪ Afternoon                        | 15:00 RaNi Music♪ Afternoon                        | 15:00 RaNi Music♪ Afternoon                                        | 9:30 中央競馬実況中継（薄暮開催時は変更あり） ※西日本開催（京都、阪神、中京、小倉）を全レース生中継。 | 9:30 中央競馬実況中継（薄暮開催時は変更あり） ※西日本開催（京都、阪神、中京、小倉）を全レース生中継。 |
| 16 | 00 | 15:00 RaNi Music♪ Afternoon                        | 15:00 RaNi Music♪ Afternoon                        | 15:00 RaNi Music♪ Afternoon                                        | 9:30 中央競馬実況中継（薄暮開催時は変更あり） ※西日本開催（京都、阪神、中京、小倉）を全レース生中継。 | 9:30 中央競馬実況中継（薄暮開催時は変更あり） ※西日本開催（京都、阪神、中京、小倉）を全レース生中継。 |
| 16 | 45 | 15:00 RaNi Music♪ Afternoon                        | 15:00 RaNi Music♪ Afternoon                        | 15:00 RaNi Music♪ Afternoon                                        | 16:45 地方競馬プラスワン（第1放送と同時放送。 日曜日は前日の再放送。時間変更あり）                    | 16:45 地方競馬プラスワン（第1放送と同時放送。 日曜日は前日の再放送。時間変更あり）                    |
| 17 | 00 | 17:00 ルミナス tomorrow P:沢口みなみ 提供:川口技研 | 17:00 ルミナス tomorrow P:沢口みなみ 提供:川口技研 | 17:00 ルミナス tomorrow P:沢口みなみ 提供:川口技研                 | 17:00 放送休止                                                                                        | 17:00 放送休止                                                                                        |
| 17 | 10 | 17:10 RaNi Music♪ Evening                          | 17:10 RaNi Music♪ Evening                          | 17:10 RaNi Music♪ Evening（最終週金曜のみ）RaNi's Monthly Playlist | 17:00 放送休止                                                                                        | 17:00 放送休止                                                                                        |
| 18 | 00 | 17:10 RaNi Music♪ Evening                          | 17:10 RaNi Music♪ Evening                          | 17:10 RaNi Music♪ Evening（最終週金曜のみ）RaNi's Monthly Playlist | 17:00 放送休止                                                                                        | 17:00 放送休止                                                                                        |
| 19 | 00 | 19:00 放送休止                                     | 19:00 放送休止                                     | 19:00 放送休止                                                     | 17:00 放送休止                                                                                        | 17:00 放送休止                                                                                        |

- 月曜日 - 金曜日に中央競馬が開催（あらかじめ祝日や正月などで日程がプログラムされたもの、及び天候悪化による開催中止の代替含む）される場合、9:00-17:00までは通常の平日編成を中断し、競馬中継を行う。年末年始により、土・日でも中央競馬の開催がない日が発生する場合は、9:00-17:00の枠のままで平日編成の音楽番組を放送する（年度により土日も18時まで延長することもある）。

#### 特別番組
- 地方競馬
- ダートグレード競走
- 海外競馬中継
  - 海外競馬中継は、第1放送で放送したこともある。

#### 過去の番組

##### 2012年10月 - 2013年6月21日までの編成
- テイスト・オブ・ジャズ（8、11、14時台前半）
- ミュージックロード（8、11、14時台後半）
- My Songs（9、10、12、13、15、16時台）
  - 3番組を3時間毎に、ローテーション（8 - 10時台、11 - 13時台、14 - 16時台）で放送していた。

##### 2013年6月24日以降の編成
2013年6月24日以降、平日編成の総称をラジオNIKKEI第2放送の略である「RN2（アールエヌツー）」とし、「30 - 40代のビジネスパーソン」を主体として、全国どこからでもスマートフォンやパソコンなどで聞けるリアルタイムメディアとしての機能を充実させるとした。コンセプトを「Good Story Good Music」と定めた。これまでの経済情報主体の編成とは一線を画し、朝8時の放送開始から深夜23時の放送終了まで、それぞれの時間帯でいつでも同じ時間・同じテイストの楽しめる編成を基本とし、それぞれの時間帯に応じたディスクジョッキーによるメッセージ性の強い話や、それらに合わせた楽曲を展開していた。
第1弾の編成は2014年3月14日にすべて終了となり、翌週17日より新体制となる。
2014年9月30日より1時間毎のブロックをさらに20分毎に細分化しvol.1 - 3として放送する。以下の番組表は1時間ブロックで区切っているものの実際は20分ずつに細分化されていた。
開局65周年を迎える2019年4月1日より平日編成を5年9か月ぶりに刷新。平日の8:00-21:30を「RaNi Music♪（ラニィ・ミュージック♪）」とする。「RaNi Music♪」への変更後も主要コンセプトは変わらないが、20分毎の細分化編成は取りやめられ、現在は1時間ごとの（一部例外あり）編成に戻っている。第2での放送時間短縮に伴い、一部曜日は21時台を中心に第1でも編成される。2019年3月まで第2（RN2）内で放送されていた一部番組は第1での放送に移行している。
2021年1月4日より、平日編成を刷新。「My Humming Time」「Request Hour」「Monthly Playlist」以外の番組構成を1時間単位から最大3時間単位へ変更。番組のスポットCMも毎時58分から毎時08分へ移動など、リスナーに対する利便性の向上とスポンサーに対するリスナー訴求力を押し出した構成となった。
時間別の出演者とテーマ
（第1）と表記のある時間は第1での放送。
| 放送時間      | 2013.06.24 - 2014.03.14                                             | 2014.03.17 - 2014.04.18                                         | 2014.04.21 - 2014.09.26                                         | 2014.09.30 - 2015.06.26                                                                                    |
| ------------- | ------------------------------------------------------------------- | --------------------------------------------------------------- | --------------------------------------------------------------- | --- |
| 08:00 - 09:00 | Groovin’× Groovin                                                   | RN2 8 〜朝は音楽のシャワーから〜                                | RN2 8 〜朝は音楽のシャワーから〜                                | RN2 8 〜朝は音楽のシャワーから〜                                                                           |
| 09:00 - 10:00 | Groovin’× Groovin                                                   | RN2 9 〜1日のスタートアップはお気に入りの音楽で〜               | RN2 9 〜1日のスタートアップはお気に入りの音楽で〜               | RN2 9 〜1日のスタートアップはお気に入りの音楽で〜                                                          |
| 10:00 - 11:00 | Groovin’× Groovin                                                   | RN2 10 〜音楽との出合い、人との出会い〜                         | RN2 10 〜音楽との出合い、人との出会い〜                         | RN2 10 〜仕事も音楽もリズムに乗って〜                                                                      |
| 11:00 - 11:40 | Album × Album                                                       | RN2 11 〜音楽のある1日、ストーリーのある毎日〜                  | RN2 11 〜音楽のある1日、ストーリーのある毎日〜                  | RN2 11 〜音楽のある1日、ストーリーのある毎日〜                                                             |
| 11:40 - 12:00 | Album × Album                                                       | RN2 11                                                          | RN2 11                                                          | RN2 noon 〜Lunch Time Meeting〜 虎ノ門スタジオからランチタイムの生放送 （月・火）柴田聡 （水〜金）堀内尚子 |
| 12:00 - 13:00 | Request × Request（リクリク） （月〜水・金）柳井麻希 （木）落合隼亮 | RN2 12 Request × Request 〜ランチのおともに音楽のリクエスト〜   | RN2 12 Request × Request 〜ランチのおともに音楽のリクエスト〜   | RN2 noon 〜Lunch Time Meeting〜 虎ノ門スタジオからランチタイムの生放送 （月・火）柴田聡 （水〜金）堀内尚子 |
| 13:00 - 13:20 | Artist × Artist                                                     | RN2 13                                                          | RN2 13                                                          | RN2 noon 〜Lunch Time Meeting〜 虎ノ門スタジオからランチタイムの生放送 （月・火）柴田聡 （水〜金）堀内尚子 |
| 13:20 - 14:00 | Artist × Artist                                                     | RN2 13 〜午後の始まりはコーヒーと音楽でリブートしませんか?〜    | RN2 13 〜午後の始まりはコーヒーと音楽でリブートしませんか?〜    | RN2 13 〜午後の始まりは音楽でリブート〜                                                                    |
| 14:00 - 15:00 | Magic × Magic                                                       | RN2 14 〜ナビゲーターがチョイスする音楽とその物語のアラカルト〜 | RN2 14 〜ナビゲーターがチョイスする音楽とその物語のアラカルト〜 | RN2 14 〜仕事がはかどる音楽があります〜                                                                    |
| 15:00 - 16:00 | Magic × Magic                                                       | RN2 15 〜ノンストップ・ミュージックエディション〜               | RN2 15 〜ノンストップ・ミュージックエディション〜               | RN2 15 〜ちょっと一息、音楽でリラックス〜                                                                  |
| 16:00 - 17:00 | Artist × Artist                                                     | RN2 16 〜アーティストが紡ぐミュージックトリビュート〜           | RN2 16 〜アーティストが紡ぐミュージックトリビュート〜           | RN2 16 〜音楽との出会い、人との出会い〜                                                                    |
| 17:00 - 18:00 | Happy Hour Ken Nishikawa                                            | RN2 17 Sound Track Lovers 〜映画でも見に行きませんか?〜         | RN2 17 Sound Track Lovers 〜映画でも見に行きませんか?〜         | RN2 17 〜疲れてきたあなたにミュージックのサプリ〜                                                          |
| 18:00 - 19:00 | Groovin’× Groovin                                                   | RN2 18 ミュージックライブラリー 〜最高の作業BGM〜               | RN2 18 ミュージックライブラリー 〜最高の作業BGM〜               | RN2 18 〜帰る人、まだ仕事の人にもいい音楽〜                                                                |
| 19:00 - 20:00 | Groovin’× Groovin                                                   | RN2 19 〜音楽のある1日、ストーリーのある毎日〜                  | RN2 19 〜音楽のある1日、ストーリーのある毎日〜                  | RN2 19 〜音楽のビートで気分もSwitch〜                                                                      |
| 20:00 - 21:00 | Groovin’× Groovin                                                   | RN2 20 〜ナビゲーターがチョイスする音楽とその物語のアラカルト〜 | RN2 20 〜ナビゲーターがチョイスする音楽とその物語のアラカルト〜 | RN2 20 〜音楽があなたの創像力を刺激する〜                                                                  |
| 21:00 - 22:00 | Magic × Magic                                                       | RN2 21 〜曜日がわりであなたの好奇心を刺激する60分〜             | RN2 21 〜曜日がわりであなたの好奇心を刺激する60分〜             | RN2 21 〜残業が好きになる最高の作業BGM〜 ※（木）ライダーズ                                                 |
| 22:00 - 23:00 | Magic × Magic                                                       | RN2 22 〜一日のリセットの時間に音楽を〜                         | RN2 22 Request × Request Repeat                                 | RN2 22 〜今日の終わりに聴きたくなる音楽〜                                                                  |
| 23:00 - 08:00 | 放送休止中                                                          | 放送休止中                                                      | 放送休止中                                                      | 放送休止中                                                                                                 |

| 放送時間      | 2015.06.28 - 2018.03.30                                                           | 2018.04.02 - 2018.09.07 | 2018.09.10 - 2019.03.29 | 2019.04.01 - 2019.12.31                                                                                            | 2020.01.01 - 2020.06.30                                                                                            |
| ------------- | --------------------------------------------------------------------------------- | --- | --- | --- | --- |
| 08:00 - 08:01 | 開始アナウンス                                                                    | 開始アナウンス | 開始アナウンス | 開始アナウンス | 放送休止中 |
| 08:01 - 08:29 | RN2 8 朝は音楽のシャワーから                                                      | RN2 8 朝は音楽のシャワーから | RN2 8 朝は音楽のシャワーから | RaNi Music♪8 モーニングミュージック                                                                                | 放送休止中 |
| 08:29 - 08:30 | RN2 8 朝は音楽のシャワーから                                                      | RN2 8 朝は音楽のシャワーから | RN2 8 朝は音楽のシャワーから | RaNi Music♪8 モーニングミュージック                                                                                | 開始アナウンス |
| 08:30 - 09:00 | RN2 8 朝は音楽のシャワーから                                                      | RN2 8 朝は音楽のシャワーから | RN2 8 朝は音楽のシャワーから | RaNi Music♪8 モーニングミュージック                                                                                | RaNi Music♪8 モーニングミュージック                                                                                |
| 09:00 - 10:00 | RN2 9 1日のスタートは心地よい音楽を                                               | RN2 9 1日のスタートは心地よい音楽を | RN2 9 1日のスタートは心地よい音楽を | RaNi Music♪9 1日を元気にスタート                                                                                   | RaNi Music♪9 1日を元気にスタート                                                                                   |
| 10:00 - 11:00 | RN2 10 仕事も音楽もリズムに乗って                                                 | RN2 10 仕事も音楽もリズムに乗って | RN2 10 仕事も音楽もリズムに乗って | RaNi Music♪10 リズム!リズム!リズム!                                                                                | RaNi Music♪10 リズム!リズム!リズム!                                                                                |
| 11:00 - 12:00 | RN2 11 音楽のある1日、ストーリーのある毎日                                        | RN2 11 音楽のある1日、ストーリーのある毎日 | RN2 11 音楽のある1日、ストーリーのある毎日 | RaNi Music♪11 もっと音楽を!                                                                                        | RaNi Music♪11 もっと音楽を!                                                                                        |
| 12:00 - 13:00 | RN2 Noon Click DE On-Air                                                          | RN2 Noon Click DE On-Air | RN2 12 ランチタイムに素敵な音楽を | （月 - 木）：RaNi Music♪12 ランチタイムミュージック （金）：RaNi Music♪ Request Hour P:柳井麻希                    | （月 - 木）：RaNi Music♪12 ランチタイムミュージック （金）：RaNi Music♪ Request Hour P:柳井麻希                    |
| 13:00 - 14:00 | RN2 13 午後の始まりを音楽でリブート                                               | RN2 13 午後の始まりを音楽でリブート | RN2 13 午後の始まりを音楽でリブート | RaNi Music♪13 午後を爽快にスタート                                                                                 | RaNi Music♪13 午後を爽快にスタート                                                                                 |
| 14:00 - 15:00 | RN2 14 仕事がはかどる音楽があります                                               | RN2 14 仕事がはかどる音楽があります | RN2 14 仕事がはかどる音楽があります | RaNi Music♪14 心地よい音楽はそよ風に乗って                                                                         | RaNi Music♪14 心地よい音楽はそよ風に乗って                                                                         |
| 15:00 - 16:00 | RN2 15 ちょっと一息、音楽でリラックス                                             | RN2 15 ちょっと一息、音楽でリラックス | RN2 15 ちょっと一息、音楽でリラックス | RaNi Music♪15 音楽でほっと一息                                                                                     | RaNi Music♪15 音楽でほっと一息                                                                                     |
| 16:00 - 17:00 | RN2 16 音楽との出会い、人との出会い                                               | RN2 16 音楽との出会い、人との出会い | RN2 16 音楽との出会い、人との出会い | RaNi Music♪16 あなたを音楽で包み込む                                                                               | RaNi Music♪16 あなたを音楽で包み込む                                                                               |
| 17:00 - 17:10 | RN2 17 疲れてきたあなたにミュージックサプリ                                       | My Humming Time P:沢口みなみ 提供:川口技研 | My Humming Time P:沢口みなみ 提供:川口技研 | My Humming Time P:沢口みなみ 提供:川口技研                                                                         | My Humming Time P:沢口みなみ 提供:川口技研                                                                         |
| 17:10 - 18:00 | RN2 17 疲れてきたあなたにミュージックサプリ                                       | RN2 17 疲れてきたあなたにミュージックサプリ | RN2 17 疲れてきたあなたにミュージックサプリ | （最終金以外）：RaNi Music♪17 頑張るあなたに音楽のサプリ （最終金）：RaNi's Monthly Playlist                       | （最終金以外）：RaNi Music♪17 頑張るあなたに音楽のサプリ （最終金）：RaNi's Monthly Playlist                       |
| 18:00 - 19:00 | RN2 18 帰る人、まだ仕事の人にもいい音楽を                                         | RN2 18 帰る人、まだ仕事の人にもいい音楽を | RN2 18 帰る人、まだ仕事の人にもいい音楽を | （最終金以外）：RaNi Music♪18 グッドミュージック、スマイルミュージック （最終金）：RaNi's Monthly Playlist（続き） | （最終金以外）：RaNi Music♪18 グッドミュージック、スマイルミュージック （最終金）：RaNi's Monthly Playlist（続き） |
| 19:00 - 20:00 | RN2 19 音楽のビートで気分をSwitch                                                 | RN2 19 音楽のビートで気分をSwitch | RN2 19 音楽のビートで気分をSwitch | RaNi Music♪19 音楽のディナーで心の栄養を                                                                           | RaNi Music♪19 音楽のディナーで心の栄養を                                                                           |
| 20:00 - 20:20 | RN2 20 音楽があなたの想像力を刺激する（金）Outing Radio〜週末、何する?〜 P:MEGUMI | RN2 20 Vol.1 音楽があなたの想像力を刺激する | RN2 20 Vol.1 音楽があなたの想像力を刺激する | RaNi Music♪20 夜が好き 音楽が好き                                                                                  | 放送休止中 （第1・月 - 金）21:15 - 21:30 RaNi Music♪Remember（2020.4.1-）                                          |
| 20:20 - 20:40 | RN2 20 音楽があなたの想像力を刺激する（金）Outing Radio〜週末、何する?〜 P:MEGUMI | RN2 20 Vol.2 音楽があなたの想像力を刺激する | RN2 20 Vol.2 音楽があなたの想像力を刺激する | RaNi Music♪20 夜が好き 音楽が好き                                                                                  | 放送休止中 （第1・月 - 金）21:15 - 21:30 RaNi Music♪Remember（2020.4.1-）                                          |
| 20:40 - 21:00 | RN2 20 音楽があなたの想像力を刺激する                                             | RN2 20 Vol.3 音楽があなたの想像力を刺激する | RN2 20 Vol.3 音楽があなたの想像力を刺激する | RaNi Music♪20 夜が好き 音楽が好き                                                                                  | 放送休止中 （第1・月 - 金）21:15 - 21:30 RaNi Music♪Remember（2020.4.1-）                                          |
| 21:00 - 21:30 | RN2 21 残業が好きになる最高の作業BGM（木）ライダーズ P:ステップ堀田、西島まどか   | RN2 21 明日への活力となるBGM | RN2 21 明日への活力となるBGM | （月 - 木）：RaNi Music♪21 明日も元気に〜音楽はマジック （金）：RaNi Music♪ My Favorite Songs P:週替わり           | 放送休止中 （第1・月 - 金）21:15 - 21:30 RaNi Music♪Remember（2020.4.1-）                                          |
| 21:30 - 21:40 | RN2 21 残業が好きになる最高の作業BGM                                              | RN2 21 明日への活力となるBGM（水）藤村忠寿のひげ千夜一夜（月1回）（第3金）ラジオ第二外国語 | RN2 21 明日への活力となるBGM（水）藤村忠寿のひげ千夜一夜（月1回）（第3金）ラジオ第二外国語 | 放送休止中 （第1・月）21:30 - 22:30 RaNi Music♪ （第1・火/水）21:30 - 22:00 RaNi Music♪（水は2020.4.1-）           | 放送休止中 （第1・月）21:30 - 22:30 RaNi Music♪ （第1・火/水）21:30 - 22:00 RaNi Music♪（水は2020.4.1-）           |
| 21:40 - 22:00 | RN2 21 残業が好きになる最高の作業BGM（木）TAHITI STYLE〜タヒチスタイル〜          | RN2 21 明日への活力となるBGM（水）藤村忠寿のひげ千夜一夜（月1回）（第3金）ラジオ第二外国語 | RN2 21 明日への活力となるBGM（水）藤村忠寿のひげ千夜一夜（月1回）（第3金）ラジオ第二外国語 | 放送休止中 （第1・月）21:30 - 22:30 RaNi Music♪ （第1・火/水）21:30 - 22:00 RaNi Music♪（水は2020.4.1-）           | 放送休止中 （第1・月）21:30 - 22:30 RaNi Music♪ （第1・火/水）21:30 - 22:00 RaNi Music♪（水は2020.4.1-）           |
| 22:00 - 23:00 | RN2 22 今日の終わりに聴きたくなる音楽                                             | （月） 22:00 - 22:20 RN2 22 今日の終わりに聴きたくなる音楽 22:20 - 23:00 BIZ & TECH Terminal（火）エレマガラジオDX（水） 22:00 - 22:30 RN2 22 今日の終わりに聴きたくなる音楽/藤村忠寿のひげ千夜一夜（月1回） 22:30 - 23:00 ライダーズ P:ステップ堀田（木） 22:00 - 22:40 CAMP RADIO P:MEGUMI 22:40 - 23:00 RN2 22 今日の終わりに聴きたくなる音楽（金） 22:00 - 22:30 シネマRN2〜銀幕の夜 22:30 - 23:00 Pau Hana Weekend | （月） 22:00 - 22:20 RN2 22 今日の終わりに聴きたくなる音楽 22:20 - 23:00 BIZ & TECH Terminal（火）エレマガラジオDX（水） 22:00 - 22:30 RN2 22 今日の終わりに聴きたくなる音楽/藤村忠寿のひげ千夜一夜（月1回） 22:30 - 23:00 ライダーズ P:ステップ堀田（木） 22:00 - 22:40 CAMP RADIO P:MEGUMI 22:40 - 23:00 RN2 22 今日の終わりに聴きたくなる音楽（金） 22:00 - 22:30 シネマRN2〜銀幕の夜 22:30 - 23:00 Pau Hana Weekend | 放送休止中 （第1・月）21:30 - 22:30 RaNi Music♪ （第1・火/水）21:30 - 22:00 RaNi Music♪（水は2020.4.1-）           | 放送休止中 （第1・月）21:30 - 22:30 RaNi Music♪ （第1・火/水）21:30 - 22:00 RaNi Music♪（水は2020.4.1-）           |
| 23:00 - 08:00 | 放送休止中                                                                        | 放送休止中 | 放送休止中 | 放送休止中 （第1・月）21:30 - 22:30 RaNi Music♪ （第1・火/水）21:30 - 22:00 RaNi Music♪（水は2020.4.1-）           | 放送休止中 （第1・月）21:30 - 22:30 RaNi Music♪ （第1・火/水）21:30 - 22:00 RaNi Music♪（水は2020.4.1-）           |

| 放送時間      | 2020.07.01 - 2021.01.01                                                                                            |
| ------------- | --- |
| 08:29 - 08:30 | 開始アナウンス |
| 08:30 - 09:00 | RaNi Music♪8 モーニングミュージック                                                                                |
| 09:00 - 10:00 | RaNi Music♪9 1日を元気にスタート                                                                                   |
| 10:00 - 11:00 | RaNi Music♪10 リズム!リズム!リズム!                                                                                |
| 11:00 - 12:00 | RaNi Music♪11 もっと音楽を!                                                                                        |
| 12:00 - 13:00 | （月 - 木）：RaNi Music♪12 ランチタイムミュージック （金）：RaNi Music♪ Request Hour P:柳井麻希                    |
| 13:00 - 14:00 | RaNi Music♪13 午後を爽快にスタート                                                                                 |
| 14:00 - 15:00 | RaNi Music♪14 心地よい音楽はそよ風に乗って                                                                         |
| 15:00 - 16:00 | RaNi Music♪15 音楽でほっと一息                                                                                     |
| 16:00 - 17:00 | RaNi Music♪16 あなたを音楽で包み込む                                                                               |
| 17:00 - 17:10 | My Humming Time P:沢口みなみ 提供:川口技研                                                                         |
| 17:10 - 18:00 | （最終金以外）：RaNi Music♪17 頑張るあなたに音楽のサプリ （最終金）：RaNi's Monthly Playlist                       |
| 18:00 - 19:00 | （最終金以外）：RaNi Music♪18 グッドミュージック、スマイルミュージック （最終金）：RaNi's Monthly Playlist（続き） |
| 19:00 - 08:29 | 放送休止中 |

- Click DE On-Air 突然の打ち切り

2015年6月28日から12時台には『Click DE On-Air』（クリック・デ・オンエア）が放送されてきた。これは「あなたが選ぶ、あなたのランチタイムミュージック」をキーワードにあらかじめ番組でセレクトされた30曲が公式サイト上にアップされ、その中からリスナーが聴きたい曲をインターネット経由でクリックしてもらい、そのクリック数で多かった12〜13曲を優先的に流すというものであるが、クリック数が高かったからといって必ずしも流れるとは限らないのがポイントであった。ところが、月曜と金曜を担当していた番組ディレクターが「連打アプリ」という多数連続してクリックしたことになるアプリケーションを使って一部の楽曲への投票を水増し、約1年半にわたって流す曲を操作していたことが発覚し、2018年9月7日の放送分で打ち切った。12時台は『RN2 12』へと切り替わり、10日と11日はお断りを入れ、12日 - 14日と18日の放送で謝罪放送を行った過去の放送はタイムフリー聴取が不可能となっている。

### 過去のネット局
- 南海放送（日曜 15:00 - 16:00）

当局が編集、構成した音楽番組を『RN2』（2019年3月まで）『Rani Music』（2019年4月以降）としてネットしていた。日曜の当該時間帯は西日本開催の競馬中継の時間であるため、裏送りであった。2019年9月でネット終了。

## 過去の編成
- 開局当初より、平日は株式市況、週末は中央競馬の実況中継を中心に編成していた。現在でもこれが編成の中心である。
- 1963年9月より第2放送を開始し、アナログ放送による国内の民間放送としては初の、異なる複数のラジオ放送を持つ放送局となった[注 20][注 21]
- 第2放送開始以降、株式市況を第1放送では東京証券取引所（東証）、第2放送では大阪証券取引所（大証）及び名古屋証券取引所（名証）に分離。
- 1980年から第1放送で『ニュース・オールナイト』を開始。0:30 - 5:30を1時間単位で区切り、最初の1時間を生放送し、それ以降は生放送したものをリピート放送するが、最新ニュースがあれば生放送に切り替えて速報するという形式は、現在日テレNEWS24やTBS NEWSが取っている放送形式と同一である。この番組が終わる5:30で一旦終了するも、その後5:45から翌日の放送をしていたため、この時期は準終夜放送の状態だった。この番組終了後から深夜放送が縮小され、23時台以後の深夜放送は特番を除いて行わなくなった。特に2000年代から2011年秋改編までは、日曜日（2010年から土曜も）はコミュニティ放送を除くと日本で一番早い21時終了となっていた[注 22]。
- 1983年には第2放送の番組を大幅に見直し、大証及び名証の株式市況と、商品先物市況、一般ニュースを編成した9時間（8:00 - 17:00）のワイドニュース番組『ニュースTODAY』を新設した（後に『経済情報ステーション』へ移行）。
- 短波民放である事から、1970年代から1980年代のBCLブーム絶頂期には通信教育講座など、BCLやアマチュア無線関係の番組も多く放送していた。アマチュア無線愛好家の多くはBCLやラジオ受信機の製作などの経験があり、いわゆる「NSB専用機」「株ラジオ」ではないBCLラジオを持っている人も多かったことから、聴取者も多かった。
- 1970年代のゴールデンタイム・プライムタイム（19:00 - 22:00）には、教育関連や医療従事者向けなどの専門番組が放送されていた。現在でも番組数は減少したものの、平日20:10以降は医療関係の番組を中心に編成されている。20:10スタートとなっているのは、かつて20:00より10分の定時ニュースが入っていたためで、これは20年以上変わっていない。前述の『慶応義塾の時間』のほか、第1でも日曜に私立大学通信教育協会が企画したラジオ番組が存在した時期がある。
- この他、知的障害者、身体障害者との共生をテーマとした福祉番組も、長年に渡って放送されていた。
- 1982年3月1日より、ピンク映画やアダルトビデオの音声、ラジオポルノドラマが中心の成人向け番組『セクシー・オールナイト』（その後『アイ・ラブ・ナイト』にタイトル変更）を土曜深夜（日曜 1:00〜）に放送していたこともある。
- 一時期は各公営競技の情報にも力を入れていて、大井ナイター競馬などの地方競馬の生中継のほか、競輪・競艇のレースダイジェストや翌日のレース展望「ケイリンフラシュ」・「テレボート24」などの情報番組を放送していた。
- 「ラジオたんぱ」の愛称を使い出し、まだ社員アナウンサーとして所属していた大橋照子などが活躍（『ヤロウどもメロウどもOh』などの生放送番組）、BCLブームで高性能短波ラジオが急速に普及した1970年代から1980年代が黄金期とされる。
- 2002年4月から規模を大幅に縮小し、第1放送の深夜放送（日曜日は21:50以降、その他の日は23:00以降。金曜日・土曜日は除く）と平日の第2放送を原則休止（土曜日・日曜日と局が特別に定めた日のみ放送）としてきたが、2006年4月3日より4年振りに第2放送で株式市況の放送を再開し、平日の定時放送番組が復活した。その後、東北地方太平洋沖地震による計画停電の影響で2011年3月24日から12月30日まで再び平日のみ放送休止になる[32]。
- 2009年4月より『聴く日経』『和島英樹のウィークエンド株!』などの人気番組がパソコンからの有料聴取番組へ移行し、ラジオ放送は終了。終了した番組のアーカイブ配信も同形態で、有料配信に変更されるものもある。ラジオで引き続き放送する番組も、放送回数や時間を縮小したものが多くある。
これに伴い、2009年4月改編では、第1放送の平日の放送時間を縮小（連日7:30開始となり、6時台までの放送が廃止）したほか、第2放送では株式市況の放送を終了、平日は第1放送のサイマル放送を基本として、独自番組の編成を休止することになった。
- ビー・エス・コミュニケーションズ（BSC）が開局する前の1997年から2004年までの間、スカイパーフェクTV!での衛星ラジオ放送（CS-PCM）として、デジタルたんぱが放送されたが、一部時間帯を除き原則的に501chは第1放送、502chは第2放送をサイマル放送していた。502chは第2放送の独自編成終了後（当時は第1放送とのサイマルをしていた）22時 - 24時に独自の番組を放送したこともあった。2002年4月以後は平日の第2放送が休止された関係で、501chと同じ番組を放送していたことがあった。
- かつては、中波（AM）民放各局との共同制作番組『ゆく年くる年』にも参加していた。2000年から2001年の放送を最後に打ち切られてからは、コミュニティFMを除く日本の民間放送局では唯一、越年放送を行わなくなったが、2012年に『渡辺和昭のゆく年くる年 しゃべってしゃべって65分』を放送。12年振りに越年放送を復活した。

### 過去に放送された主な番組
ニュース・マーケット系
- ニュース・オールナイト
- ニュースTODAY
- ラジオたんぱ 経済情報ステーション
- レディース投資サロン
- レディース投資サロン5ミニッツ
- 木村佳子と梅田編集長のザ・マーケット
- ハローでパソコン
- マーケット・トゥディ
- 東京マーケットLIVE!
- 株式チャンネル
- ファイナンシャルBOX（ - 2009年6月）
- ファイナンシャルBOXプレミアム（2009年7月 - 12月）
- ウィークデイ・ストック（2007年4月 - 12月）
- 北浜流一郎・菊川弘之の朝イチ投資大学（ - 2008年6月）
- 兜町マーケット・サテライト〜とれたて!かぶスタ〜（2001年4月 - 2008年9月）
- ファイナンシャル・サテライト（2008年10月 - 2010年10月）
- 和島英樹のウィークエンド株!（ウィークエンド・ストック、2002年10月 - 2009年3月・2009年4月以降はポッドキャスティング向け有料配信番組へ）
- 聴く日経（2006年4月 - 2009年3月・2009年4月以降はポッドキャスティング向け有料配信番組へ）
- 株式完全実況解説 株チャン↑（2008年4月 - 2009年3月）
- マーケットカレッジ 集まれ株仲間!（2009年4月 - 2012年3月）
- 菅下清廣のIRサプリ
- 木下ちゃんねる〜投資脳のつくり方
- リーダーズ放談 〜未来を描く
- 今日のマーケット・明日の材料
- Weekly News in Chinese and English
- 集まれトレーダー!〜シンプルFXトレード
- マーケット・トレンド（平日 / 18:00 - 18:15、再放送: 21:15 - 21:30。東京株式市場の休場日は除く）
- 菅下清廣のMarket World Vision（月曜 8:35 - 9:00）※毎月2回
- 相場師朗の株は技術だ!
- はじめてのかぶしき
- こちカブ〜こちらaukabucom投資情報室（? - 2022年3月）
- 渋沢栄一から学ぶ経済（? - 2022年3月）
- 私の原点・視点（? - 2022年3月）
- GO!GO!ジャングル・マーケット（? - 2022年3月）
- 櫻井英明のライフプラン研究所（? - 2022年3月）
- 源太緑星株教室（? - 2022年3月）
- 江守哲・坂本慎太郎の投資戦略アワー（? - 2022年3月）
- 吉崎誠二・坂本慎太郎の至高のポートフォリオ（? - 2022年3月）
- 小次郎講師のチャートラブラトリー（? - 2022年3月）
- 気象NEWS全国版（? - 2022年3月）
- 武蔵野プレゼンツ 小山昇の実践経営塾（2011年5月 - 2022年4月）
- 北野誠のトコトン投資やりまっせ。（2018年4月 - 2023年3月29日）
- ラジオiNEWS（2017年10月5日 - 2023年12月28日）

講座・学習系
- 百万人の英語
- 大学受験ラジオ講座
- 合格オールガイド
- 慶應義塾の時間 ※外国語科目（英語・ドイツ語・フランス語）を放送。内容は曜日により異なる。
- 赤坂朗読サロン ※ラジオNIKKEIアナウンサーや声優、演出家が講師を務める教養講座だが、番組では受講する生徒の朗読やインタビューを紹介している。
- 日野原重明の輝く顔と輝く心
- AIのすゝめ

若者向け（夕方生放送）
- ヤロウどもメロウどもOh!（1977年 - 1985年）
- ヤロメロジュニア出発進行!（1980年4月 - 1983年3月）
- 日本全国ヤロメロどん!（1983年4月 - 1985年3月）
- はしゃいで○○大放送（1985年4月 - 1987年3月）
- どんなもんだハウス!（1987年4月 - 1988年3月）
- 満載ラジオ555!（1988年4月 - 1990年3月）
- それいけエスクエラ
- 集まれ! エスクエラサミット
- 飛び出せ!エスクエラ・キッズ（1991年4月 - 1992年3月）
- 赤坂学園・新鮮組〜エスクエラ野郎ぜ!〜（1992年4月 - 1993年3月）
- 民族ハッピー組のハッピー向上委員会（2020年4月3日 - 2022年4月1日）

公営競技系
- ウィークエンド・パドック
- ケイリンフラッシュ
- テレボート24
- 全国競馬最前線
- ほんまゆみの競馬場に行くぜ!
- アナライズド
- 新アナライズド（水曜 19:00 - 19:30）
- 競馬インパクト（? - 2022年3月）
- 私を競馬につれてって（2017年10月 - 2023年12月）

無線・BCL系
- ハム合格大作戦
- 八重洲DX情報
- QRMパーク
- BCLワールドタムタム
- ハロージーガム
- SONYワールドネットワーク
- 子門と照子のQSOジョッキー

医療系
- 重い障害児のために〜知的障害者ネットワーク（1966年 - 2002年）
- 身体障害者雇用の広場（1966年）
- 視覚障害者の広場（1969年）
- 虎ノ門医学セミナー
- 病薬アワー
- 薬剤師ライフ!〜毎日をハッピーに〜（ - 2018年3月27日）
- 医療ジャーナル
- 井手口直子のメディカルカフェ

アニメ系
- デジタルボイスステーション
- 南央美のヒーリングルーム（ - 2006年12月）
- ヘルシーメルシー
- ＃とらメロ2 堀江瞬・市川太一の月7
- アニソン私の王子様
- アニソンポッド
- アニ☆ジュエル

音楽番組
- 東京女子流＊ スクールラジオ（第3週のみ - 2015年6月）
- アイドル・ミュージックナイト（ - 2018年3月）
  - アイドルミュージックナイト・サタデー
- Music Together
- J-Music Night
- ＃とらメロ 荻野可鈴のお金が全て?
- 世界の民族音楽（日曜17:00 - 17:15）
- ブルースの時間
- ミュージックライフ・サタデー

その他
- 合格いっぽん道
- プロ野球ナイトゲーム中継
- 気象通報・高層気象通報
- セクシー・オールナイト
- K-POPカウントダウン
- 大橋照子のテルネット・イン（ - 2007年9月・その後有料配信番組『大橋照子のドキドキラジオ』に）
- 5時ですよ漁船の皆さん（1964年5月18日 - 1966年9月30日、第2回ギャラクシー賞教育教養部門受賞）
- 船員の広場
- 2006 FIFAワールドカップ中継（日本戦を含む一部の試合。日本民間放送連盟加盟各社と同時放送。2010年・2014年大会の中継はなかった。2018年大会では、6月24日23:40から予選2戦目の日本対セネガル戦が放送された）
- 関西すうどんラジオ
- サウンドSL
- 2008年北京オリンピック（2008年8月17日放送の女子マラソン。NHKラジオ第1放送・日本民間放送連盟加盟各社と同時放送。ラジオNIKKEIでは通常編成の関係で第1放送では放送せず、第2放送で中継放送を行った）
- フットサルラジオINVIO!（2004年4月 - 2009年3月）
- VIVA!スカイウォッチング
- おはようパンたオジら!（1985年4月 - 1986年3月）
- 土曜めきスタジオ90分
- 土曜めきラジオ
- 土曜文芸館
- Radio Mukaiya（2011年）
- アサカツ!!（月曜日 - 金曜日、7:35 - 8:00）
- イイネ★マン（2011年6月）
- 大関隼のYouthful Time
- チャンネル・アジア ※第2回日本放送文化大賞受賞番組
- 高野山の時間
- 中野アナへちょっと言わせて!〜雷部屋（火曜 12:00 - 12:30）
- 本の雑談プレミアム（水曜 11:35 - 12:00）
- SHOWA プレイバック〜あの頃の、コト、モノ、ウタ〜（水曜 12:00 - 12:20）
- 飛び出せ!寺子屋（水曜 20:25 - 20:40）
- Pau Hana Weekend（金曜 18:30 - 19:00）
- 紀野一義の世界（日曜17:15 - 17:30）
- もっと聞きたい 21世紀の台湾と日本〜台湾の元気を訪ねて（2020年9月 - 12月、土曜9:00 - 9:30）
- 音感Cooking
- ラジオ・コネクテッド〜つながるクルマの近未来
- シューカツHANGOUT!（? - 2022年3月）
- 槙野智章のユメシャベル（2021年10月5日 - 2022年3月29日）
- COOL DOWN FRIDAY（? - 2022年3月）
- はいさい!沖縄デュアルライフ（? - 2022年3月）
- こころの時間（? - 2022年3月）
- 寄席あぷり（2017年10月22日 - 2023年3月26日）
- 民謡で今日拝なびら（RBC 琉球放送制作） ※平日 19:00 - 20:00にネットされていた。
- ジャニーズWEST もぎたて関ジュース（ラジオ関西制作）

## 局名告知

### オープニング

#### 第1放送・2018年9月まで
- 放送開始5分前（電波発射直後）に「開始アナウンス」として以下の内容のアナウンスを約1分間、約3分間のインターバル・シグナルを挟む形で2度放送する（アナウンス→インターバル・シグナル→アナウンス）。
- 社名変更前：「こちらは（ラジオたんぱ・）日本短波放送です。第1放送は、」のあと、全コールサイン・周波数・空中線電力（出力）を読み上げ、最後に「JOZとJOZ4は同一周波数放送です」
- 2014年時点：「こちらは日経ラジオ社・短波放送です。第1放送は、」のあと、全コールサイン・周波数・空中線電力（出力）を読み上げ、最後に「JOZとJOZ4は同一周波数放送です」
- 2018年9月時点：「こちらは日経ラジオ社・短波放送・ラジオNIKKEI第1です。只今から」のあと、「（全コールサイン・周波数・空中線電力）で放送を開始致します。JOZとJOZ4は同一周波数放送です」

アナウンスは中野雷太（2017年6月以降。当初は女性、のちに、白川次郎、竹川英紀）。

#### 第1放送・2018年10月から
- 放送開始5分前（電波発射直後）に「開始アナウンス」が流れるのは変わらないが、運用体制変更によりアナウンス内容を以下のように変更。インターバル・シグナルも尺を変更。
- 「こちらは日経ラジオ社・短波放送・ラジオNIKKEI第1です。只今から、JOZ2・6.055MHz・空中線電力 50kW、JOZ4・3.925MHz・空中線電力 10kWで放送を開始致します」アナウンスは中野雷太。

運用体制見直しにより、JOZ4の休止時にもその旨のアナウンスが行われる。土日祝日で午前8時より前に放送を開始する場合は、放送開始アナウンスの際にJOZ4が午前8時をもって一旦放送を休止する旨を伝えている。

#### 第2放送
第2放送は基本的に放送開始時のアナウンスだけだが、放送体制の見直しにより度々変更されてきた。
- 2012年時点：「こちらは日経ラジオ社・短波放送・第2放送です。只今から」のあと、「（全コールサイン・周波数・空中線電力）で放送を開始致します」
- 2018年9月時点：「こちらは日経ラジオ社・短波放送・ラジオNIKKEI第2です。只今から」のあと、「（全コールサイン・周波数・空中線電力）で放送を開始致します」
- 2018年10月以降：「こちらは日経ラジオ社・短波放送・ラジオNIKKEI第2です。只今から、JOZ6・6.115MHz・空中線電力 50kWで放送を開始致します」

2013年6月23日までは竹川英紀のアナウンスで放送され、その後ステーションジングルを流していたが、2013年6月24日 - 2017年5月31日の平日分は女性のアナウンス（BGMあり）に変更された。2017年6月からのアナウンスは中野雷太。

### クロージング

#### 第1放送
23:59（土曜は18:59・日曜は19:29）に1分間のアナウンスを行って放送を終了する。
- 2014年時点：「これで本日の放送を終了致します。この後、しばらくお休みを頂きまして、明日は朝7時から開始致します。こちらはラジオNIKKEIです。第1放送は、このあと、全コールサイン・周波数・空中線電力（出力）を読み上げ、最後に「JOZとJOZ4は同一周波数放送でお送り致しました」
- 2018年9月時点：「こちらは日経ラジオ社・短波放送・ラジオNIKKEI第1です。これで本日の放送を終了致します」のあと、全コールサイン・周波数・空中線電力（出力）を読み上げ、最後に「JOZとJOZ4は同一周波数放送でお送り致しました」
- 2018年10月以降（平常時）：「こちらは日経ラジオ社短波放送・ラジオNIKKEI第1です。これで本日の放送を終了致します。JOZ2・6.055MHz・空中線電力 50kW、JOZ4・3.925MHz・空中線電力 10kWでお送り致しました」

アナウンスは中野雷太（以前は白川次郎、木和田篤）。2013年12月30日付けの放送終了アナウンスは先述の特別番組内に内包する形で挿入し、最後に「ありがとう、日本自転車会館。さようなら、日本自転車会館」というアナウンスを行った。

#### 第2放送
- 平日版（2013年6月24日以後）
  - アナウンスは女性が担当しており、17時の9.760MHzと19時の6.115MHzの放送終了時には、BGMをバックに「こちらは日経ラジオ社・短波放送・ラジオNIKKEI第2です。この時間をもちまして、9.760<17時>（6.115<19時>）MHzの放送は終了いたします」とアナウンスした後、「短波放送をお聴きの方は3.945MHz（または6.115MHz=この件は17時のみ）に周波数を合わせて、ラジオNIKKEI第2をお楽しみ下さい。パソコンやスマートフォンで、radikoでお聴きの方はこのままお楽しみ下さい」と、短波放送のこの後放送されている周波数のアナウンスと、radikoでは継続して放送している旨をアナウンスしている。
  - 2018年9月以前の23時：「こちらは日経ラジオ社・短波放送・ラジオNIKKEI第2です。この時間をもちまして、本日の放送を終了いたします。この時間まではJOZ5・3.945MHz、空中線電力10kWでお送りいたしました」とアナウンスしていた。
  - 2018年10月 - 2019年3月の23時：「これで本日の放送を終了致します。この後、しばらくお休みを頂きまして、明日は朝8時から開始致します」を2回、「こちらは日経ラジオ社・短波放送・ラジオNIKKEI第2です。この時間まではJOZ5・3.945MHz、空中線電力10kWでお送りいたしました」とアナウンスしていた。以前は女性のアナウンス（BGMなし）であったが、2017年6月以降は中野雷太が担当していた。
  - 2019年4月以降：「こちらは日経ラジオ社・短波放送・ラジオNIKKEI第2です。これで本日の放送を終了いたします。JOZ5・3.945MHz、空中線電力50kWでお送りいたしました。こちらは日経ラジオ社・短波放送・ラジオNIKKEI第2です。これで本日の放送を終了いたします。こちらは日経ラジオ社・短波放送・ラジオNIKKEI第2です。これで本日の放送を終了いたします」このアナウンスは2020年7月以降19:00を過ぎて放送終了する場合にも使用されている。
  - 2022年4月以降（19:00で終了の場合）：「こちらは日経ラジオ社・短波放送・ラジオNIKKEI第2です。これで本日の放送を終了いたします。JOZ5・6.115MHz、空中線電力50kWでお送りしました。こちらは日経ラジオ社・短波放送・ラジオNIKKEI第2です。これで本日の放送を終了いたします。こちらは日経ラジオ社・短波放送・ラジオNIKKEI第2です。これで本日の放送を終了いたします」中野に代わり、小屋敷彰吾が担当している。
- 週末版（2013年6月21日までの平日を含む）
  - 2018年9月以前：「こちらは日経ラジオ社・短波放送・ラジオNIKKEI第2です。この時間を持ちまして、本日の放送を終了致します。この時間までは（当該時間帯に放送されているチャンネルのコールサイン・周波数・空中線電力）でお送り致しました」（2017年5月まではすでに停波していた9.760MHzもアナウンスされていた）というアナウンスを2回していた。
  - 2018年10月から2019年3月まで：「これで本日の放送を終了致します。この後、しばらくお休みを頂きまして、明日は朝8時から開始致します」を2回、「こちらは日経ラジオ社・短波放送・ラジオNIKKEI第2です。この時間まではJOZ6・6.115MHz、空中線電力50kWでお送りいたしました」とアナウンスしている。
    - アナウンスは2017年5月まで竹川英紀、同6月から中野雷太。2017年6月時点では、土曜・日曜の17:59にこのアナウンスが流された。
    - 2018年9月までは土・日のみ、16:59に9.760MHzの終了アナウンス（「こちらは日経ラジオ社・短波放送・ラジオNIKKEI第2です。この時間を持ちまして、9.760MHzの放送は終了致します。この後は、3.945MHz・6.115MHzで放送致しますので、引き続きラジオNIKKEI第2をお楽しみ下さい」）があったが、これも原則は竹川→中野の担当。
    - 但し3-9月[注 23]の中央競馬薄暮開催中は競馬中継進行担当アナウンサーが生放送で読み上げた。その場合「外国局電波などの混信を避けるため、9MHz帯の放送を停波いたします」とのアナウンスがあった。終了アナウンス直後、即停波[注 24]された。

  - 2019年4月以降：「こちらは日経ラジオ社・短波放送・ラジオNIKKEI第2です。これで本日の放送を終了いたします。JOZ5・6.115MHz、空中線電力50kWでお送りいたしました。こちらは日経ラジオ社・短波放送・ラジオNIKKEI第2です。これで本日の放送を終了いたします。こちらは日経ラジオ社・短波放送・ラジオNIKKEI第2です。これで本日の放送を終了いたします」で、中野が担当している。

現社名に変更する前はオープニング・クロージングとも「こちらはラジオたんぱ・日本短波放送です」というアナウンスだった。現社名に変更する前のかつての第2放送終了時には「こちらはラジオたんぱ・第2放送です。これできょうの第2放送の放送を終了します。この後、第1放送だけの放送となりますので、3.925MHz・6.055MHz・9.595MHzのいずれかにダイヤルをお合わせ下さい」というアナウンスが流れていた。
オープニング・クロージングとも「出力」は「空中線電力」としてアナウンスされている。
2017年2月から5月にかけての、設備保守による一部周波数の送信停止期間中は、停止中の周波数を割愛してアナウンスされた。第2放送で、本来は17時の9.760MHzと19時の6.115MHzの放送終了時に当該周波数が送信停止している場合は、クロージングのアナウンスの代わりに「設備点検のため、現在放送を停止している周波数がある」旨のアナウンスがされていた。
現在は第1放送・第2放送とも放送終了前（第1放送は平日のJOZ4の休止アナウンス後にも）20秒間に、「♪ラジオNIKKEI〜」というサウンドコーラスを流している。

### 放送開始時のインターバル・シグナル音源
放送開始時に流れるインターバル・シグナル（IS）の音源は、開局直前の1954年7月27日に収録されたもの（作曲：石井歓 チューブラーベル：近衛秀健 琴：山内喜美子）が継続使用されている。現在は第1放送では放送開始4分30秒前 - 30秒前までの4分間、第2放送では放送開始直前に30秒ほど流れている。

## 過去の主なキャッチフレーズ
- 遠吠えを聞け!
- あなたとじゃんけんぽん
- エールをかわそう!!
- 今、短波はスーパーウェーブ
- たんぱでパッ!

## アナウンサー・キャスターなど

### アナウンサー
2004年に『中央競馬実況中継』を離脱した竹川英紀が2015年に早期退職したため、現在は正社員および嘱託雇用の全員が『中央競馬実況中継』に何らかの形で関与している。トレーニングセンターや競馬学校など競馬関連施設への移動には社用車を使用するため、入社には普通自動車運転免許を所持していることが必要となる。
本社配属
- 大関隼 - 2007年（平成19年）入社[注 26]。2013年4月〜2016年3月まで大阪勤務[注 27]。
- 木和田篤 - 1988年（昭和63年）入社。1996年〜1999年まで大阪勤務。2015年11月、大腸がんの手術を受けるためレース実況を離脱し、以後は進行役および美浦トレーニングセンターでの調教取材のみ担当[注 27]。
- 小塚歩 - 2005年（平成17年）仙台放送より移籍。2010年2月〜2013年3月まで大阪勤務。2021年4月よりスポーツ情報部担当部長兼務[注 27]。
- 藤原菜々花 - 2020年（令和2年）入社。2024年1月に同局初の女性による競馬実況が行われた[33]。
- 米田元気 - 2013年1月福島テレビより移籍[34]。2016年4月〜2020年1月まで大阪勤務。
- 山本直 - 2013年（平成25年）入社。2020年1月〜2023年1月まで大阪勤務[注 27]。

嘱託
- 小林雅巳 - 1985年（昭和60年）入社。1994年〜1996年に大阪勤務。2021年4月30日付で定年到達[注 27]。

関西支社（2022年6月27日までは大阪支社）配属
スポーツ情報部で『中央競馬実況中継』のレース実況を担当するアナウンサーのうち、数人程度が関西主場および西日本ローカル（中京競馬場より西）の実況、およびJRA栗東トレーニングセンターでの調教取材担当として、関西支社を拠点に活動する。関西常駐を特に志願した者以外は、3-5年程度の期間で本社に戻る場合が多い。しかし、現在は関西支社のアナウンサーが、建前上関西所属扱いの中野を除けば実質的に2名しかいないため、競馬中継は過去に関西支社勤務を経験したことがあるアナウンサーを含め、東京本社からのアナウンサーの応援出演が目立つ。
- 中野雷太 - 1997年（平成9年）入社。現在は常勤取締役[23]（ただし、2025年6月の発表によると、競馬＝スポーツの担当ではないとのこと）
- 檜川彰人 - 1990年（平成2年）FBS福岡放送より移籍。1999年（平成11年）より大阪支社（当時）常駐。
- 三浦拓実 - 2022年（令和4年）NHKから移籍[注 28]。2022年6月初めまで東京本社、6月中旬から大阪支社（当時）に配属された。

※出典

### 他の業務と兼務しているキャスター
2005年4月から2017年3月まで、正社員の女性アナウンサーはいなかったが、特定の番組にレギュラー出演するディレクターなどがいる。
- 大宮杜喜子 - 元アナウンサー。医療番組全般で定年到達後もアシスタントを担当。
- 藤巻崇 - 編成部所属。『競馬が好きだ!』『競馬LIVEへGO』『高知競馬中継』に出演。

- 薬師神美穂子 - 営業局長[36]。インターネットのライブストリーミングでの告知「ラジオNIKKEIスタイル」などに登場。
- 若生ナオミ - 医療番組の制作担当を経て、営業担当。祝日特別番組『ぶるべ店歌好平成安愚楽鍋』に出演。

### 過去に所属していたアナウンサー
- 安西正光 - 1977年入社。
- 一丁田修一 - 1970年（昭和45年）入社、1977年に読売テレビに移籍。
- 宇野和男 - 1990年（平成2年）テレビせとうちより移籍。2003年に退社しフリー転向（メディア・スタッフ所属）。
- 梅林美佐子 - 1970年（昭和45年）入社。
- 榎本麻子（契約終了後も、フリーとして「文化支援物語」などに出演）
- 大熊砂絵子 - 1988年（昭和63年）入社。在職中はディレクター業務がメインだったが『砂絵子にとまれ』などアナウンスも担当。1991年北陸朝日放送開局と同時に移籍。
- 大橋照子 - 1977年（昭和52年）入社。退社独立後も長岡とのコンビで『私の書いたポエム』を担当。
- 大宮杜喜子 - 1971年（昭和46年）入社。退社独立後も2017年5月31日の『輝く顔と輝く心』最終回まで出演するなど『メディカルワイド』主要番組のアシスタントとして長年活躍（前述）。
- 小野寺賀子 - 1970年（昭和45年）入社。
- 金丸幸代 - 1989年（平成元年）入社。愛称“えびす金丸”。『集まれ!エスクエラサミット』パーソナリティだった小森まなみが長期休養した際のピンチヒッターを担当。後にチバテレ移籍を経てフリー転向。
- 北野守 - 1971年（昭和46年）入社。大阪支社常駐で『中央競馬実況中継』を担当。2003年に退社独立（オフィスK所属）。
- 倉沢良一 - 1975年（昭和50年）入社。2004年（平成16年）、『マーケットTODAY』担当だった岩本秀雄と共に退社しストックボイスを起業。
- 煙山光紀 - 1986年（昭和61年）入社。1989年、テレビ北海道開局と同時に移籍しさらに1994年（平成6年）、ニッポン放送へ移籍。
- 小坂巖 - 1954年（昭和29年）開局と同時に入社。1971年（昭和46年）に退社独立し東京12チャンネル『土曜競馬中継』、朝日放送『ABC中央競馬中継』、グリーンチャンネル『中央競馬全レース中継』立ち上げに参加。
- 小林皓正 - 1960年（昭和35年）入社。1984年（昭和59年）退社してフリー転向（賢プロダクション所属）、同時に関東独立テレビ局『中央競馬ワイド中継』（日曜）『中央競馬ハイライト』立ち上げに参加。
- 小屋敷彰吾 - 2017年（平成29年）入社。2022年9月30日付で退社してフリー転向。
- 佐藤泉 - 1981年（昭和56年）入社。2014年1月〜2017年12月まで大阪勤務後、2017年12月31日付で定年到達も2022年12月まで『中央競馬実況中継』の実況を担当。
- 佐中由紀（現在はファイナンシャルプランナー、シャベール所属）
- 渋谷弘美（1979年入社）
- 白川次郎 - 1968年（昭和43年）入社。2005年（平成17年）定年到達により嘱託となり、2010年（平成22年）嘱託契約満了で退社独立。その後も2014年6月まで『中央競馬実況中継』の実況・進行を担当。
- 鈴木ともみ（現在も『シネマストリート Cinemadio』に出演）
- 高木守 - 1965年（昭和40年）和歌山放送より移籍。大阪支社常駐で『中央競馬実況中継』を担当した初のアナウンサー。
- 高橋由香（『合格オールガイド』司会）
- 高柳美枝子 - ブルームバーグテレビジョンを経て1990年代前半に『合格オールガイド』司会を務める。後にテレビ宮崎へ移籍。
- 竹川英紀 - 1993年（平成5年）入社。2015年（平成27年）、得度のため早期退職[37]。
- 武田広 - 1972年（昭和47年）入社。1979年（昭和54年）退社独立（東京俳優生協→シグマ・セブン→武田広ブロード企画所属）。ナレーションの専門家として日本テレビ『いつみても波瀾万丈』、テレビ朝日『タモリ倶楽部』などで長く活躍。
- 田島喜男 - 1961年（昭和36年）入社。1975年（昭和50年）ラジオ関東（現・RFラジオ日本）に移籍。2003年に65歳定年で退職後も2008年3月まで演歌番組を担当していた。
- 田中俊英 - 1988年（昭和63年）入社。中央競馬実況中継から株式市況担当へ異動し、2012年の『マーケットカレッジ』終了までレギュラー出演。
- 千ヶ崎公子 - 愛媛朝日テレビから移籍。2005年（平成17年）退社してフリー転向（NTB所属）。
- 辻留奈 - 2017年（平成29年）入社。2021年3月退社独立後も番組を担当。
- 鳥山英二 - 1961年（昭和36年）入社。1964年、科学テレビ（東京12チャンネル）開局と同時に移籍。
- 富永陽子（1976年入社、現姓：佐久間。ニックネームはホルスタイン陽子）
- 長岡一也 - 1961年（昭和36年）入社。1975年『私の書いたポエム』をプロデューサー兼務で立ち上げる。1987年（昭和62年）退社してフリー転向（マイ・プラン所属）、同時に『ワイド中継』（土曜）立ち上げに参加。
- 永嶋啓司 - 1978年（昭和53年）入社。『中央競馬実況中継』の関東地区を主に担当後、2007年4月より同局携帯公式サイトの音声コラム「株デカ・ワンポイント」を担当。
- 中島忠宏（1963年入社）
- 中谷みつる（1979年入社）
- 中根幹夫 - 1967年（昭和42年）入社。中央競馬実況中継から1989年に市況担当へ異動、2002年（平成14年）定年退職してフリー転向。
- 根崎章弘 - 2008年（平成20年）入社[38]。2009年、一身上の都合で退社。
- 早坂昇治 - 1954年（昭和29年）開局と同時に入社。1970年（昭和45年）に退社して東京12チャンネル『土曜競馬中継』立ち上げに参加。後にJRA馬の博物館学芸部長。
- 近田誉 - 1986年（昭和61年）入社。1991年に北海道文化放送（UHB）に移籍。
- 広瀬伸一 - 1981年（昭和56年）入社。2003年に退社独立後も『中央競馬実況中継』の実況・進行を担当していたが、2007年（平成19年）9月26日、胃癌のため逝去。
- 藤田直樹 - 1973年（昭和48年）入社。2009年6月30日付で定年到達により嘱託となり、2014年（平成26年）契約満了により退社独立。その後も『中央競馬実況中継』のスタッフとして活動[39]。
- 舩山陽司 - 1999年（平成11年）NHKから移籍[40]、2017年（平成29年）12月31日付で退社しフリー転向（浅井企画所属）。
- 星野明康 - 1962年（昭和37年）入社。株式市況中継を専ら担当。定年退職後も『朝イチマーケッツ』木曜、『ファイナンシャルBOX』月曜などに出演。
- 増田いずみ - 1990年代前半に『合格オールガイド』司会を務めた後、1997年（平成9年）文化庁オペラ在外研究員として米国に留学。帰国後はクラシカル・クロスオーバー歌手として地位を確立した。
- 宮和夫 - 1954年（昭和29年）開局と同時に入社。1967年（昭和42年）東京12チャンネル（現・テレビ東京）に移籍。同局では主にスポーツアナとして活躍した。
- 宮崎文子 - 1969年（昭和44年）入社。1972年にニッポン放送へ移籍。
- 宮沢進 - 後にFM東京→TOKYO FMに移籍。
- 村岡多恵子（1979年入社）
- 山本郁 - 2001年（平成13年）新潟テレビ21より移籍。2003年、フリーに転向するが現在も『マーケット・トレンド』や『テイスト・オブ・ジャズ』などを担当。
- 山本直也 - 1988年（昭和63年）入社。1989年〜1994年に大阪勤務。2003年退社しフリーに転向（シャベール所属）するが、『中央競馬実況中継』に継続出演。グリーンチャンネル『先週の結果分析』も担当。
- 柳志津夫 - 退社後はTBS『NEWS23』のナレーションなどを担当。
- 吉本靖 - 1997年（平成9年）入社。2001年、『ラジオ日本競馬実況中継』のスタッフ補充に応じるため退社してフリー転向。その後J SPORTS『メジャーリーグ中継』、WOWOW『全米女子プロゴルフ中継』など他競技の実況にも進出した。
- 渡辺悦子 - FM静岡（現：K-MIX）を経て入社。『店頭株式市況』、『プロ家庭教師養成講座』、『ワールドミュージック』、『ハンディキャップを持つ人とともに』、『中央競馬実況中継』などに出演[41]。1993年（平成5年）よりフリー。現在は中村悦子名義で活動。
- 渡辺和昭 - 1984年（昭和59年）入社。2017年（平成29年）6月29日の株主総会で常勤取締役に就任[42]したことに伴い、アナウンス業務から一旦離脱。2019年（令和元年）6月28日の定時株主総会で取締役退任と同時に定年退職[43][44]。
- 渡辺英麿 - 元アナウンス部長。退社後フリーに転向、東京アナウンスアカデミーなどで講師を務める。

## 兜倶楽部記者
社員アナウンサーのほか、株式番組のキャスターとして、上場各社の株価及び企業動向をレポートする記者陣を、東京証券取引所の記者クラブ『兜倶楽部』に配している。『マーケットプレス』『ザ・マネー』など、マーケット番組への出演のほか、取材情報は、当社の株式情報サイト『KJnet』と、当社の携帯公式サイト『ラジオNIKKEIモバイル』でも、放送で取り上げた情報や独自記事を掲載。マーケット系ニュースサイトや、証券会社各社サイトのニュース項目としても採用されている。
所属記者
- 鎌田伸一 - 2001年（平成13年）入社。移籍前は株式専門雑誌で記者を経験。
- 岸田恵美子 - 2006年（平成18年）6月、マーケット情報部ディレクターから配置転換。日経東京本社出向（2002年秋〜2004年春）を経験。
- 長沢太朗 - 2005年（平成17年）『中央競馬実況中継』ディレクターから配置転換。『株式チャンネル』公式ブログでは、ディレクター1号として登場。
- 奈良明佳 - 2018年（平成30年）入社。

過去に所属した記者
- 市村敦 - 2006年1月から2007年9月まで在籍[45]。
- 今野浩明 - 2001年（平成13年）入社。2017年（平成29年）にストックボイスへ移籍。
- 天道猛 - 2006年マーケット情報部より配置転換。2011年（平成23年）早期退職し行政書士事務所を開業[46]。
- 和島英樹 - 2000年（平成12年）株式新聞より移籍。兜俱楽部キャップ、解説委員を経て2020年（令和2年）5月31日付で定年退職しフリー転向。

## 他のメディアとの融合

### インターネット配信
インターネットによる番組配信にも力を入れており、1999年6月より2012年6月まで一部の番組をインターネットラジオとして無料配信。P2Pによる配信実験も多数実施し、2003年7月には「Syncast-Professional」、2004年1月〜3月には「GrapeCast」を使用したP2P方式のマルチキャストによるライブ配信の実証実験を行った。現在は、以下の体制で提供している。

#### ライブストリーミング

##### radiko
2010年3月15日、他の在京ラジオ6局と共同でインターネットを利用したサイマル放送「radiko」に参加、第1放送の配信を試験的に開始した。当初『中央競馬実況中継』に関しては著作権の都合上放送されていなかったが、2010年10月16日以降は競馬中継を含めた全番組を配信している。音声はステレオである。2012年7月27日正午より、第2放送も配信を開始。
配信エリアは、当初は東京に所在する放送局として関東地区のみを対象としていたが、その後関西・中京の各地区やその他地方都市でも試験配信を開始、さらに2012年4月以降は配信エリアを全国に拡大、地上波（短波放送）本来のエリアと同様に日本国内であればどこでも配信を聴取できるようになった。
短波放送の運用体制見直し以降、難聴取対策として特に重視する傾向を強めており、公式サイトではNECグループからKDDIグループに変わったインターネットプロバイダー・BIGLOBEと提携し媒体として格安スマートフォンを斡旋していることを明らかにしている。
- 2010年
  - 3月15日 - 東京都、神奈川県、千葉県、埼玉県で試験配信開始
  - 12月1日 - 運営会社「株式会社radiko」設立とともに本配信へ移行。茨城県、栃木県、群馬県でも配信開始
- 2011年
  - 3月13日 - 4月11日 東日本大震災による対応のため一時的にエリア制限解除、全国で聴取可能に
  - 3月25日 - 中京地区（愛知県、岐阜県、三重県）で試験配信開始（半年後本配信移行）
  - 4月12日 - 関西地区（滋賀県、京都府、大阪府、兵庫県、奈良県、和歌山県）で試験配信開始（同上）
  - 4月20日 - 北海道で試験配信開始（同上）
  - 4月22日 - 福岡県で試験配信開始（同上）
  - 7月20日 - 広島県で試験配信開始（同上）
  - 10月3日 - 静岡県で試験配信開始（同上）
- 2012年
  - 4月2日 - これまで配信エリア外だった27県で試験配信開始、全国で「radiko」を通じた聴取が可能になる
  - 7月27日 - 第2放送の配信を開始[50]

放送局記号は、第1放送が「RN1」、第2放送が「RN2」。

#### オンデマンド配信
マーケット、医療関連番組を中心にオンデマンド配信が行われている。一部の人気生番組は、生放送終了後にオンデマンドとして聞くことも出来る。

#### ポッドキャスティング
2005年3月21日より、日本のテレビ・ラジオ局としては初となるポッドキャスティングを、祝日特別番組『渡辺和昭のしゃべってしゃべって60分』で開始。同年5月には生放送の祝日特別番組『ホリデースペシャル・from webmaster」が4部構成で配信された。現在ではマーケット番組を中心に配信を行っている。当初は自社サーバより配信し、2005年4月から「Livedoorねとらじ」のポッドキャスト・コンテンツとして配信されていたが、2006年1月16日に株式会社ライブドアへ証券取引法違反の疑いで強制捜査が入った件を受けて、同年1月24日より再度自社運営によるポッドキャスト配信へと変更された。

他ラジオ局のポッドキャストで散見される「放送された番組とは別内容」とは異なり、ラジオで放送した番組をそのままフルサイズで配信。ライブストリーミングで放送を聞き逃したり、短波ラジオが無く放送を聴けない環境下でも、オンエアと同内容を聴く事が出来る（通常のJASRAC許諾楽曲がかかる番組については、トーク部分のみの公開）。マーケット情報の人気生番組である『ファイナンシャルBOX』、『和島英樹のウィークエンド株!』では、生放送終了後、15分程度でポッドキャスト向けファイルが公開され、利用者ニーズへの配慮がうかがえる。
前述の『渡辺和昭のしゃべって-』や、『伊藤洋一のRound Up World Now!』など、一部の番組では、放送した内容にさらにコーナーやコメントを追加した再編集版や、インターネット限定のスペシャル番組も提供されるなど、充実した内容となっている。特に『フットサルラジオINVIO!』は、2007年10月から短波での放送は時間短縮となったものの、ネット公開分は短波放送に先駆けて公開され、かつラジオ未放送分の内容を収録した増量版となっている。
自社コンテンツ以外にも、日経グループ各社を始めとして、企業ポッドキャスト番組の制作、プロデュースも多く手がけている。
2024年3月23日、Podcast専用アプリ「Biz Podcast byラジオNIKKEI」（iOS、Andoroid対応）リリース。

### 携帯電話・PHSへのストリーミング配信
2005年4月20日に、NTTドコモの携帯電話「iモード」にて、iアプリを使用してインターネットラジオが聞けるサービスを試験提供。2006年1月10日より、iモード公式サイト『ラジオNIKKEIモバイル』として開始した（FOMAシリーズの一部機種に対応、有料）。同サイトでは、マーケット情報、競馬ニュースなどの文字情報に加えて、日本のラジオ局としては初めて、殆どの生放送番組を、iアプリを使用して、携帯電話のみで聞くことが出来る。
この携帯ストリーミング配信は、パソコン向けのライブストリーミング（第1放送の平日・殆どの番組）と、オンデマンド配信に加えて、パソコンでは提供されていない、第2放送での株式市況（平日）、土日曜の中央競馬実況中継も聞くことが出来る。
au・ソフトバンクでも同名の公式サイトサービスを2006年7月に開始したが、両社が規制する同日内のパケット転送量上限規定により、文字情報とオンデマンド配信のみとなっている（auはCDMA 1X WIN端末の一部機種、ソフトバンクは3G端末の一部機種で対応）。
ウィルコムのWindows Mobile搭載機種（W-ZERO3シリーズ）向けに、ライブストリーミングとオンデマンド聴取が出来る公式サイトを、2007年2月14日より開始した。通信料のみで使用できるが、第2放送の株式市況は提供されていない。中央競馬実況中継については、レース実況部分のみのライブ配信（2007年8月開始。同年10月より有料）されている。パソコン向けにオンデマンド公開されている番組でも、一部対象外となっているものがある。
2009年12月7日からはiPhone・iPod touch用アプリケーション「kikeruアプリ」でのストリーミング配信に対応、パソコン向けと同様のライブストリーミングを受信できるようになったほか、2010年2月16日からは「RADIONIKKEIアプリ」の提供を開始（同年3月より有料）、携帯電話版と同様に株式市況や中央競馬実況中継を聞けるサービスを開始している。

### 競馬実況アーカイブ
中央競馬実況中継は、前述の携帯向けライブ配信のほかに、実況部分のみを、パソコン向けにも、有料で配信している（外部リンクを参照）。これまでに放送した中から、重賞レースの実況部分を中心に、音声ファイルの有料販売を行っている。2006年12月22日に 「思い出の有馬記念」 が初回配信され（2007年6月24日で販売終了）、2007年5月2日からは「ラジオNIKKEI競馬実況audiobook」として、iTunes Storeでの販売を開始した（このリンク押下でiTunesが起動し、競馬実況audiobookの案内ページへ移動）。携帯各社公式サイト「競馬インパクト」では、実況部分を着信音に出来る「着実況」サービスも有料提供されている他、携帯着信音サイト各社へも実況音声を供給していた（供給先紹介）。

### 番組ブログ
音声配信以外にも、ホームページのブログ化に精力的に取り組んでおり、各番組ごとのブログは勿論の事、特別番組（外国の競馬実況特別番組ほか）ブログや、制作スタッフの単独ブログ（インターネット担当者webmasterブログ、大阪支社アジア番組担当営業マンブログ、競馬番組担当者によるワールドカップ中継PRブログを引き継いでの日本サッカーウォッチブログ）なども、公開されている。

### 他媒体への同時配信
衛星放送での再送信
株式会社USENが行っている電気通信役務利用放送「SOUND PLANET（サウンドプラネット）」では、第1放送・第2放送を同時再送信している。
- 第1放送　C36ch
- 第2放送　G36ch

テレドーム
NTTコミュニケーションズのテレホンサービス「テレドーム」を使用して、第1放送・第2放送、競馬中継のレース実況をそれぞれ同時配信している。

### 過去に行われていた配信形式

#### 自社ライブストリーミング
1999年6月開始。第1放送の番組のみ配信され、大半がそのまま聴取出来た（月 - 金曜 6:00 - 22:00、月曜のみ21:30まで、金曜は0:00まで。祝日・年末年始などの株式市場が開場されない日を除く。一部ネット配信されない番組、コーナーもある）。「radiko」へ一本化するため、2012年6月30日の配信をもって終了。

#### モバイル放送向け供給
携帯端末向け衛星放送「モバHO!」の音声チャンネルへ、番組を1チャンネル供給していた。2006年3月26日までは、関連会社の株式会社ビーエス・コミュニケーションズが行うBSデジタルラジオ委託放送「BSラジオNIKKEI」の301チャンネル（マーケット・チャンネル）と同じ番組を供給してきたが、休止期間を経て、同年4月1日からは土・日曜の第2放送『中央競馬実況中継』（9:30 - 16:45）のみ供給となった。
2009年3月31日、モバHO!のサービス終了に伴い撤退。